# Gramatyka języka niemieckiego
Język niemiecki reprezentuje typ fleksyjny przy stosunkowo ubogiej deklinacji rzeczownika (do oznaczania liczby i przypadka służy przede wszystkim rodzajnik). Bogata jest natomiast odmiana czasownika. Do odmiennych części mowy w języku niemieckim zaliczają się ponadto przymiotnik oraz niektóre rodzaje liczebników i zaimków.

## Części mowy

### Rzeczownik
Rzeczowniki niemieckie odmieniają się przez liczby i przypadki.
Rzeczowniki w procesie deklinacji przyjmują końcówki w niektórych przypadkach; może też następować przegłos. Odmiana jest jednak uboga i do oznaczenia przypadku używa się raczej rodzajnika. Liczba mnoga rzeczowników tworzona jest niezbyt regularnie.
W języku niemieckim częste są tzw. Komposita, czyli rzeczowniki złożone – składające się z dwóch lub więcej połączonych ze sobą rzeczowników. Komposita przyjmują rodzaj i odmieniają się według wzorca odmiany dla rzeczownika, będącego członem końcowym.

#### Rodzaj rzeczownika
Każdy rzeczownik ma rodzaj, który w przeciwieństwie do języka polskiego w niewielkim stopniu wynika z końcówki, chociaż o rodzaju mogą decydować niektóre przyrostki. Przykładowo wszystkie rzeczowniki zakończone na -ung, -schaft, -keit, -heit są rodzaju żeńskiego, a wszystkie zakończone na -chen lub -lein (morfem zdrobnienia) są rodzaju nijakiego. Dodatkowo, rzeczowniki odczasownikowe (gerundia) w formie bezokolicznika mają zawsze rodzaj nijaki np. (das Essen „jedzenie”, od czasownika essen = „jeść”), a rzeczowniki odczasownikowe bez końcówek mają zawsze rodzaj męski (der Schlaf „sen (stan uśpienia)”, od czasownika schlafen = „spać”).
Rzeczowniki utworzone od nazw własnych oznaczające konkretny obiekt w przeciwieństwie do samej nazwy własnej (jego marki, twórcy lub patrona) mogą przybrać rodzaj gramatyczny charakterystyczny dla kategorii obiektów, do której należą. W większości przypadków rodzaj gramatyczny rzeczownika po prostu odzwierciedla rodzaj gramatyczny przynależnego obiektu bez nazwy własnej (die Stradivari od die Geige, die Rolex od die Uhr, der Armani od der Anzug). W niektórych kategoriach określony rodzaj gramatyczny jest jednak mniej oczywisty:
- dzieła sztuki (obrazy, rzeźby) – rodzaj męski (der Van Gogh, der Michelangelo)
- samochody (marki i typy) – rodzaj męski (der Volkswagen i der Jetta, der Ford i der Mondeo, der Toyota i der Auris)
- statki (wodne, powietrzne, kosmiczne) – rodzaj żeński (die Gorch Fock, die Hindenburg, die Enterprise)

W zdecydowanej większości nazwy państw w języku niemieckim są rodzaju nijakiego i używa się ich bez rodzajnika, jednak istnieje kilka wyjątków, oto niektóre z nich:
- die Mongolei = „Mongolia” (rodzaj żeński)
- die Schweiz = „Szwajcaria” (rodzaj żeński)
- die Slowakei = „Słowacja” (rodzaj żeński)
- die Türkei = „Turcja” (rodzaj żeński)
- die Ukraine = „Ukraina” (rodzaj żeński)
- der Irak = „Irak” (rodzaj męski)
- der Iran = „Iran” (rodzaj męski)
- die Niederlande = „Holandia”, „Niderlandy” (liczba mnoga)
- die USA = „USA” (liczba mnoga)
- die Vereinigten Arabischen Emirate = „Zjednoczone Emiraty Arabskie” (liczba mnoga)

Niemniej w niektórych wypadkach wymagane jest również użycie rodzajnika przed nazwą państwa rodzaju nijakiego. Dzieje się tak, kiedy nazwa ta nie jest traktowana jako jednostkowa, ale odnosząca się do wielu różnych desygnatów, np.: Das Polen von gestern war schöner als das Polen von heute. = „Polska wczorajsza była piękniejsza od Polski dzisiejszej.”. W zdaniu tym rzeczownik Polen („Polska”) traktowany jest jako nazwa odnosząca się do wielu obiektów z określonego zbioru i jego użycie zbliżone jest do użyć rzeczowników pospolitych.
Bez rodzajnika używa się też nazwy większości potraw i artykułów spożywczych. Najczęściej rzeczowniki takie mają rodzaj nijaki.
Formy żeńskiej rzeczowników używa się znacznie szerzej niż w języku polskim. Tworzy się ją za pomocą przyrostka -in oraz tam gdzie to możliwe przegłosu samogłoski tematycznej, np. Arzt → Ärztin – lekarz/lekarka, Minister → Ministerin – minister/pani minister. Takie formy, inaczej niż w języku polskim, nie mają zabarwienia potocznego ani niestandardowego.
Nazwy narodowości męskie i żeńskie mają postać par dwóch rodzajów:
- -er, -erin, np. Schweizer, Schweizerin
- -e, -in, np. Pole, Polin

W wyrazach pochodzenia obcego ściślej niż w polskim przestrzegana jest zasada zachowywania oryginalnego rodzaju gramatycznego.

### Rodzajnik
Rodzajnik występuje przed rzeczownikiem jako pierwszy z wyrazów określających. Jeśli przed rzeczownikiem znajdują jakieś inne wyrazy określające, używa się ich za rodzajnikiem lub też zamiast niego (szczególnie zaimki dzierżawcze).
Są dwa typy rodzajników – określone i nieokreślone, oba w podobny sposób odmieniane przez przypadki, rodzajnik nieokreślony nie występuje jednak w liczbie mnogiej.
Rodzajnikiem określonym rodzaju męskiego jest der, żeńskiego die, nijakiego das, w liczbie mnogiej występuje rodzajnik die (odmienny przez przypadki jednak inaczej niż rodzajnik dla rodzaju żeńskiego liczby pojedynczej – zob. niżej w rozdziale deklinacja).
Rodzajnikiem nieokreślonym rodzaju męskiego jest ein, żeńskiego eine, nijakiego ein (odmienne jednak inaczej niż dla rodzaju męskiego). W liczbie mnogiej nie ma rodzajnika nieokreślonego.
Istnieje także pojęcie rodzajnika zerowego oznaczającego, że przed rzeczownikiem brak jest rodzajnika. Rodzajnik zerowy występuje np. przed nazwami miast lub imion.
Rodzajniki pełnią w języku niemieckim ważną funkcję, gdyż fleksja rzeczowników jest bardzo uboga, zaś szyk zdania na tyle swobodny, że bez nich często trudno by było zrozumieć, w którym przypadku dany wyraz się znajduje, a co za tymi idzie, jaką funkcję pełni w zdaniu.

### Przymiotnik i przysłówek[1]
Przymiotnik w funkcji przydawki może być poprzedzony rodzajnikiem (określonym lub nieokreślonym), zaimkiem dzierżawczym, zaimkiem nieokreślonym kein, zaimkiem wskazującym oraz innymi zaimkami lub występować bez żadnego rodzajnika czy zaimka. W zależności od tego, jaki rodzajnik bądź zaimek występuje przed przymiotnikiem, stosuje się inny typ odmiany przymiotnika.
Ze względu na budowę w języku niemieckim wyróżnia się:
- przymiotniki proste, np. schön (piękny), flach (płaski), neu (nowy), fertig (gotowy)
- przymiotniki złożone, w których ostatni człon (człon główny) jest zawsze przymiotnikiem, natomiast człon określający może być:
  - przymiotnikiem (np. dunkelrot – ciemnoczerwony)
  - rzeczownikiem (np. bildschön – prześliczny)
  - czasownikiem (np. ausgehfertig – gotowy do wyjścia)
  - przyimkiem (np. vorschulisch – przedszkolny)
- przymiotniki pochodne, utworzone za pomocą przedrostków, np. untypisch (nietypowy) lub przyrostków, np. lesbar (czytelny).

Przysłówki dzielą się na:
- przysłówki czasu – odpowiadające na pytania: wann? (kiedy?), wie oft? (jak często?), wie lange? (jak długo)
- przysłówki miejsca – odpowiadające na pytania: wo? (gdzie?), wohin (dokąd), woher (skąd)
- przysłówki sposobu – odpowiadające na pytania: wie? (jak?), auf welche Weise? (w jaki sposób)

W stopniowaniu regularnym przysłówki otrzymują końcówkę -er, a w stopniu najwyższym przedimek am i końcówkę -(e)sten, np. schnell, schneller, am schnellsten (szybko, szybciej, najszybciej)
Przykłady stopniowania nieregularnego:
- bald, eher, am ehesten (niedawno, wcześniej, najwcześniej)
- oft, öfter/häufiger, am häufigsten (często, częściej, najczęściej)

### Czasownik
Czasowniki niemieckie odmieniają się przez osoby, liczby, czasy, strony i tryby.
W języku niemieckim istnieją czasowniki złożone rozdzielnie i złożone nierozdzielnie, posiadające przedrostek.
Czasowniki rozdzielnie złożone, np. einkaufen, są rozdzielane w formach odmiennych (przedrostek umieszcza się wtedy na końcu zdania): Ich kaufe ein, ale Ich muss einkaufen. Zjawisko to nie następuje w czasownikach złożonych nierozdzielnie, np. beschreiben: Ich beschreibe die Landschaft., Ich muss die Landschaft beschreiben. W zdaniach o szyku końcowym czasowniki złożone rozdzielnie pisane są łącznie z przedrostkiem, np.: Sie weiß, dass er jeden Tag um 7 Uhr aufsteht.
Czasowniki rozdzielnie złożone posiadają przedrostki: ein-, vor-, an-, auf-, aus-, zu-, mit-, nach-
Czasowniki nierozdzielnie złożone posiadają przedrostki: be-, ge-, er-, zer-, ent-, miss-, ver-, emp-
Czasowniki z przedrostkami: unter-, über-, durch-, um- mogą być złożone rozdzielnie albo nierozdzielnie, w zależności od znaczenia.
W przypadku nielicznej grupy czasowników z dwoma przedrostkami o rozdzielności bądź nierozdzielności decyduje pierwszy przedrostek, na przykład: bevorzugen – Ich bevorzuge, ale: nacherzählen – Ich erzähle nach.
Ze względu na odmianę wyróżniamy czasowniki słabe i mocne oraz niewielką grupę czasowników mieszanych. Odpowiadają one mniej więcej angielskim czasownikom regularnym i nieregularnym.

#### Bezokolicznik
W języku niemieckim bezokolicznik (Infinitiv) jest formą czasownika, oznaczającą tylko stan lub czynność bez bliższego określania osoby, liczby, trybu i czasu. Bezokolicznik posiada przeważnie końcówkę -en, np. gehen („iść”), trinken („pić”), schreiben („pisać”). Rzadszą końcówką jest -n, np. rudern („wiosłować”), sammeln („zbierać”), tun („czynić”), sein („być”). W stylu poetyckim -e- końcówki bezokolicznika -en jest często opuszczane po samogłosce lub dyftongu, np. freun, schrein, gehn. Formy te preferowane są także w mówionym języku potocznym.
W gramatyce opisowej oprócz omówionego wyżej „czystego” bezokolicznika (reiner Infinitiv) wyróżnia się także bezokolicznik z zu, a więc: zu gehen, zu trinken itp., występujący w wyrażeniach bezokolicznikowych.
Tym dwu rodzajom bezokolicznika przeciwstawia się tzw. rozwinięty bezokolicznik (erweiterter Infinitiv), w którym oprócz samego bezokolicznika (czystego lub z zu) występują także inne części zdania. Rozwinięty bezokolicznik pełni funkcję równoważnika zdania. Przykłady: Er verließ das Zimmer, um einen Streit mit seiner Frau zu vermeiden. (=„Opuścił pokój, żeby uniknąć kłótni z żoną”), Helfen Sie mir bitte, das Auto in die Garage zu schieben. („Proszę mi pomóc popchnąć samochód do garażu”), Ich sehe ihn mit hoher Geschwindigkeit kommen. („Widzę, jak nadchodzi z dużą prędkością”). Więcej na ten temat niżej w rozdziale Wyrażenia bezokolicznikowe.
W niektórych opisach gramatyki wyróżnia się również – na wzór języków klasycznych – złożony bezokolicznik czasu przeszłego (np. gemacht haben, gegangen sein), strony biernej (np. gemacht werden), czasu przeszłego strony biernej (gemacht worden sein), oraz czasów przyszłych (machen werden, gemacht haben werden itp.). Podyktowane jest to względami składniowymi – konstrukcje te zachowują się w zdaniu podobnie jak zwykłe bezokoliczniki. Z drugiej strony wiele opisów gramatyki bezokoliczników tych nie wyróżnia, uznając je za konstrukcje zwykłego bezokolicznika czasownika posiłkowego z właściwą formą czasownika głównego (bezokolicznikiem lub imiesłowem).

#### Czasowniki modalne
Czasowniki modalne służą do określania stosunku do danej czynności, i generalnie wymagają innego czasownika w bezokoliczniku. Są to:
- dürfen – wyraża pozwolenie
- können – wyraża możliwość bądź umiejętność
- mögen – wyraża upodobanie, w niektórych użyciach także możliwość, życzenie lub pragnienie
  - forma trybu Konjunktiv möchte wyraża chęć, łagodniej, odpowiednik polskiego chciałbym
- müssen – wyraża konieczność bądź przymus (wewnętrzny lub zewnętrzny)
- sollen – wyraża powinność bądź rozkaz, w niektórych użyciach także domniemanie
- wollen – wyraża chęć, to, co chcemy by stało się teraz

Czasowniki modalne w języku niemieckim mają charakterystyczną dla siebie, nieregularną odmianę w czasie teraźniejszym (z równymi formami 1. i 3. osoby liczby pojedynczej).
Używa się ich razem z czasownikiem w bezokoliczniku bez poprzedzania go słówkiem zu (w odróżnieniu od niektórych innych konstrukcji z bezokolicznikiem).
- Sie kann schwimmen – Ona umie pływać
- Ich soll zu ihm gehen – Powinienem do niego pójść

W czasach przeszłych złożonych czasowniki modalne zachowują formę bezokolicznika. Na przykład: Ich habe das tun müssen. (=Musiałem to zrobić.) Nie dotyczy to sytuacji, w której czasownik modalny jest czasownikiem głównym. Np. Ich habe Frieden gewollt. (Chciałem pokoju.) Niemniej zdecydowanie rzadko używa się ich w czasie Perfekt. Najczęściej dla oznaczenia przeszłości czasowniki modalne używane są w czasie Präteritum (Imperfekt).
W niektórych opisach gramatyki niemieckiej do czasowników modalnych zalicza się również lassen i brauchen. Czasowniki te nie mają jednak większości cech składniowych i fleksyjnych typowych dla czasowników modalnych.

#### Imiesłowy
W języku niemiecki występują dwa rodzaje imiesłowów: Partizip I i Partizip II. Pierwszy określany jest w polskim nazewnictwie jako imiesłów czynny, drugi jako imiesłów bierny lub przeszły, w zależności od znaczenia.

##### Imiesłów czynny
Imiesłów czynny (Partizip I) jest używany w funkcji przymiotnikowej i przysłówkowej i odpowiada formalnie polskim imiesłowom: przysłówkowemu współczesnemu i przymiotnikowemu czynnemu.
Tworzony jest regularnie poprzez dodanie -d do bezokolicznika, i ewentualnie odpowiedniej końcówki odmiany przymiotnika.
Np.:
- machend – robiąc, od machen
- sehend – widząc, od sehen
- fahrend – jadąc, od fahren

Są 2 wyjątki:
- tuend – czyniąc, od tun
- seiend – będąc, od sein

Użycie przysłówkowe oznacza wykonywanie jakieś czynności w trakcie wykonywania innej, i jest często zastępowane zdaniem podrzędnym z indem, während lub innym przyimkiem. Np. Ich höre das Radio, essend (=„Jedząc słucham radia”), częściej: Ich höre das Radio, während ich esse. (=„Słucham radia, podczas gdy jem.”)

##### Imiesłów bierny i przeszły
W języku niemieckim imiesłów funkcję imiesłowu biernego i przeszłego pełni Partizip II. Partizip II czasowników przechodnich pełni funkcję imiesłowu biernego, zaś Partizip II czasowników nieprzechodnich pełni funkcję imiesłowu przeszłego.
Partizip II używany jest także do tworzenia czasów złożonych, strony biernej oraz tzw. Zustandpassiv (zob. niżej strona bierna).
Imiesłów ten odpowiada więc formalnie polskim imiesłowom: przymiotnikowemu biernemu oraz przymiotnikowemu przeszłemu czynnemu.
Formy
Podobnie jak w przypadku czasu przeszłego prostego, przy tworzeniu imiesłowu biernego widoczny jest podział czasowników na dwie grupy:
- czasowniki słabe, tworzące imiesłów bierny przez wymianę -en na -t
- czasowniki mocne, posiadający nieregularny imiesłów bierny

Partizip II wymaga dołączenia do czasownika przedrostka nierozdzielnego ge-, dotyczy to zarówno czasowników słabych, jak i mocnych. W przypadku czasowników złożonych nierozdzielnie (patrz wyżej), przedrostka się jednak nie stosuje. Przy czasownikach złożonych rozdzielnie, przedrostek „ge-” umieszcza się między istniejącym przedrostkiem a czasownikiem.
Przykłady:
- machen → gemacht
- anmachen → angemacht
- bearbeiten → bearbeitet
- kommen → gekommen
- ankommen → angekommen
- bekommen → bekommen

Wyjątki:
Niektóre czasowniki zapożyczone (wszystkie słabe) nie wymagają ge-. Dotyczy to np. wszystkich czasowników zakończonych na ieren, np. studieren (studiować) – studiert, nie *gestudiert.
Przykłady zastosowania imiesłowu biernego i przeszłego
- Partizip II w funkcji imiesłowu biernego: das gelesene Buch (czytana albo przeczytana książka)
- Partizip II w funkcji imiesłów przeszłego: das verstorbene Kind (zmarłe dziecko)

### Zaimek
W gramatyce języka niemieckiego wyróżnia się następujące rodzaje zaimków:
- zaimki osobowe (Personalpronomen)
- zaimki dzierżawcze (Possesivpronomen)
- zaimki zwrotne (Reflexivpronomen)
- zaimki wskazujące (Demonstrativpronomen)
- zaimki względne (Relativpronomen)
- zaimki pytające (Interrogativpronomen)
- zaimki nieokreślone (Indefinitpronomen)
- zaimki wzajemne (reziproke Pronomen)

Zaimków używa się w sytuacji, kiedy reprezentowany przez nie rzeczownik został wymieniony wcześniej lub może uchodzić za znany. Błędem jest użycie zaimka w miejsce dopiero później wymienionego rzeczownika, a więc: Sonst war die Mutter immer fröhlich. Heute machte sie jedoch ein trauriges Gesicht., a nie: *Sonst war sie immer fröhlich. Heute machte die Mutter ein trauriges Gesicht. Reguły tej nie stosuje się jedynie w przypadku, gdy rzeczownik użyty został bezpośrednio po zaimku: Da ging er, der verlorene Sohn der Familie.
Błędem jest również użycie zaimka w odniesieniu do członu określającego rzeczowników złożonych, a więc nie: *Hühneraufzucht und ihr Verkauf, tylko: Aufzucht und Verkauf der Hühner.

#### Zaimek osobowy
Zaimek osobowy zastępuje w zdaniu rzeczownik (osobę lub rzecz). Nazwą tą określa się w szerszym znaczeniu zaimki osobowe właściwe, zaimki zwrotne oraz tzw. „zaimki wzajemne” (reziproke Pronomen – zob. niżej).
Zaimki osobowe właściwe (ich, du, er, sie, es, wir, ihr, sie) odmienne są przez przypadki.
- Zaimek ich oznacza pojedynczego autora wypowiedzenia. Użyty jako podmiot w zdaniu zaimek ten występuje z orzeczeniem w pierwszej osobie liczby pojedynczej. Ich bin hier = „(Ja) jestem tutaj.”

- Zaimek du oznacza pojedynczego adresata wypowiedzenia. Użyty jako podmiot w zdaniu zaimek ten występuje z orzeczeniem w drugiej osobie liczby pojedynczej. Du bist hier = „(Ty) jesteś tutaj.”

- Zaimek er oznacza pojedynczą osobę lub rzecz, niebędącą adresatem ani autorem wypowiedzenia, przy czym zaimek ten używany jest w zastępstwie rzeczownika rodzaju męskiego. Użyty jako podmiot w zdaniu zaimek ten występuje z orzeczeniem w trzeciej osobie liczby pojedynczej. Er ist hier = „(On) jest tutaj”.

- Zaimek es = „ono” oznacza pojedynczą osobą lub rzecz, niebędącą adresatem ani autorem wypowiedzenia, przy czym zaimek ten używany jest w zastępstwie rzeczownika rodzaju nijakiego. Użyty jako podmiot w zdaniu zaimek ten występuje z orzeczeniem w trzeciej osobie liczby pojedynczej. Es ist hier = „(Ono) jest tutaj”.

- Inne użycia zaimka es:

Zaimek ten występuje jako podmiot przy czasownikach nieosobowych, np. Es regnet = „Pada (deszcz)”, a także na pierwszym miejscu w zdaniach oznajmujących, w których z przyczyn stylistycznych zastosowano inwersję podmiotu z orzeczeniem, np. Es sind viele Leute gekommen = „Przyszło wielu ludzi”, zamiast standardowego szyku Viele Leute sind gekommen.
- Forma sie jest homofoniczną formą mianownika dwóch zaimków[3]:

a) Zaimka sie oznaczającego pojedynczą osobę lub rzecz, niebędącą adresatem ani autorem wypowiedzenia, przy czym zaimek ten używany jest w zastępstwie rzeczownika rodzaju żeńskiego. Użyty jako podmiot w zdaniu zaimek ten występuje z orzeczeniem w trzeciej osobie liczby pojedynczej: Sie ist hier. = „(Ona) jest tutaj.”
b) Zaimka sie posiadającego dwa znaczenia:
– oznaczającego wiele osób lub rzeczy, z których żadna nie jest autorem ani adresatem wypowiedzenia.
– oznaczającego jednego lub wielu adresatów wypowiedzi lub adresata / adresatów wypowiedzi wraz z innym podmiotem / podmiotami, przy czym zaimek ten używany jest jako forma grzecznościowa. W tym wypadku reguły ortograficzne nakazują pisanie zaimka wielką literą.
Użyty w zdaniu jako podmiot zaimek ten wymaga orzeczenia zawsze w trzeciej osobie liczby mnogiej.
W zależności od kontekstu zdanie Sie sind hier może więc oznaczać: „Oni / One są tutaj.”, „Pan / Pani jest tutaj” lub „Państwo są tutaj”.
- Zaimek wir oznacza wielu autorów wypowiedzenia lub autora / autorów wypowiedzenia wraz innym podmiotem / podmiotami.

W zależności od kontekstu zaimek wir = „my” może więc oznaczać:
a) kilku autorów wypowiedzenia (przy jednoczesnym wypowiadaniu)
b) jednego autora wypowiedzenia wraz z adresatem / adresatami („my” = „ja i ty / wy”)
c) jednego autora wypowiedzenia wraz z innym podmiotem / podmiotami („my” = „ja i on / ona / ono / oni / one”)
d) jednego autora wypowiedzenia wraz z adresatem / adresatami i innym podmiotem / podmiotami („my” = „ja i ty i on / ona / ono / oni /one” lub „ja i wy i on / ona / ono / oni / one”)
e) kilku autorów wypowiedzenia wraz z adresatem / adresatami [„my” = „my (autorzy) i ty / wy”]
f) kilku autorów wypowiedzenia wraz z innym podmiotem / podmiotami [„my” = „my (autorzy) i on / ona / ono / oni / one”]
g) kilku autorów wypowiedzi wraz z adresatem / adresatami i innym podmiotem / podmiotami [„my” = „my (autorzy) i ty i on / ona / ono / oni / one” lub „my (autorzy) i wy i on / ona / ono / oni / one”]
Użyty w zdaniu jako podmiot zaimek ten występuje z orzeczeniem w pierwszej osobie liczby mnogiej.
- Zaimek ihr[6] oznacza więcej niż jednego adresata wypowiedzenia lub adresata / adresatów wypowiedzenia wraz z innym podmiotem / podmiotami.

W zależności od kontekstu zaimek ihr = „wy” może więc oznaczać:
a) więcej niż jednego adresata wypowiedzenia
b) jednego adresata wypowiedzenia wraz z innym podmiotem / podmiotami („wy” = „ty i on / ona / ono / oni / one”)
c) więcej niż jednego adresata wypowiedzenia wraz innym podmiotem / podmiotami [„wy” = „wy (adresaci) i on / ona / ono / oni / one]
Użyty w zdaniu jako podmiot zaimek ten występuje z orzeczeniem w drugiej osobie liczby mnogiej.

#### Zaimek dzierżawczy
Zaimek dzierżawczy oznacza przynależność rzeczy lub osoby wyrażonej rzeczownikiem do innej osoby lub rzeczy, której nazwę zaimek ten reprezentuje. Istnieje sześć zaimków dzierżawczych: mein, dein, sein, ihr, unser, euer. Odmienne one są przez przypadki i rodzaje.
- Zaimek mein oznacza przynależność do pojedynczego autora wypowiedzenia, np. mein Buch = „moja książka”

- Zaimek dein oznacza przynależność do pojedynczego adresata wypowiedzenia, np. dein Buch = „twoja książka”

- Zaimek ihr posiada trzy znaczenia:
  - oznacza przynależność do pojedynczej osoby lub rzeczy opisywanej w wypowiedzeniu, przy czym reprezentuje on rzeczownik rodzaju żeńskiego.
  - oznacza przynależność do opisywanych w wypowiedzeniu wielu osób lub rzeczy.
  - oznacza przynależność do jednego lub wielu adresatów wypowiedzi lub adresata / adresatów wypowiedzi wraz innym podmiotem / podmiotami. Stanowi on formę grzecznościową. W tym wypadku przyjęte reguły ortograficzne nakazują pisownię zaimka wielką literą.

W zależności od kontekstu wyrażenie ihr Buch może więc oznaczać: „jej książka”, „ich książka” lub „Pana / Pani / Państwa książka”, przy czym w ostatnim przypadku reguły ortograficzne nakazują pisownię wielką literą: Ihr Buch.
- Zaimek sein oznacza przynależność do pojedynczej osoby lub rzeczy opisywanej w wypowiedzeniu, przy czym reprezentuje rzeczownik rodzaju męskiego lub nijakiego, np. sein Buch = „jego książka”.

- Zaimek unser oznacza przynależność do więcej niż jednego autora wypowiedzenia lub do autorów / autora wypowiedzenia wraz z innymi podmiotami.

W zależności od kontekstu zaimek unser = „nasz” może więc oznaczać:
a) przynależność do kilku autorów wypowiedzenia (przy jednoczesnym wypowiadaniu)
b) przynależność do jednego autora wypowiedzenia wraz z adresatem / adresatami („nasz” = „mój i twój / wasz”)
c) przynależność do jednego autora wypowiedzenia wraz z innym podmiotem / podmiotami („nasz” = „mój i jego / jej / ich”)
d) przynależność do jednego autora wypowiedzenia wraz z adresatem / adresatami i innym podmiotem / podmiotami („nasz” = „mój i twój i jego / jej / ich” lub „mój i wasz i jego / jej / ich”)
e) przynależność do kilku autorów wypowiedzi wraz z adresatem / adresatami [„nasz” = „nasz (autorów) i twój / wasz”]
f) przynależność do kilku autorów wypowiedzi wraz z innym podmiotem / podmiotami [„nasz” = „nasz (autorów) i jego / jej / ich”]
g) przynależność do kilku autorów wypowiedzi wraz z adresatem / adresatami i innym podmiotem / podmiotami [„nasz” = „nasz (autorów) i twój i jego / jej / ich” lub „nasz (autorów) i wasz i jego / jej / ich”]
- Zaimek euer oznacza przynależność do więcej niż jednego adresata wypowiedzenia lub do adresata / adresatów wypowiedzenia wraz z innymi podmiotami.

W zależności od kontekstu zaimek euer = „wasz” może więc oznaczać:
a) przynależność do więcej niż jednego adresata wypowiedzenia
b) przynależność do jednego adresata wypowiedzenia wraz z innym podmiotem / podmiotami („wasz” = „twój i jego / jej / ich”)
c) przynależność do więcej niż jednego adresata wypowiedzenia wraz z innym podmiotem / podmiotami [„wasz” = „wasz (adresatów) i jego / jej / ich]

#### Zaimek zwrotny
Zaimek zwrotny w pierwszej i drugiej osobie jest równy odpowiedniej formie zaimka osobowego (ich freue mich, ich kaufe mir etwas, du freust dich...), a w trzeciej to sich dla biernika i celownika (er freut sich, sie kaufen sich etwas...).

#### Zaimek pytający
Zaimki pytające tak jak w języku polskim występują na początku zdania (np. Woher kommst du – skąd pochodzisz). Zaimki te występują czasami w dwóch członach.
Proste zaimki pytające:
- Wer – kto?
- Wo – gdzie?
- Wie – jak/jaki/jaka/jakie?
- Wann – kiedy?
- Was – co?
- Welche – który?
- Woher – skąd?
- Mit wem – z kim?
- Womit – czym?
- Warum – dlaczego?
- Wie viel – ile?
- Um wie viel Uhr – o której godzinie?
- Wessen – czyj/czyja/czyje?

#### Zaimek nieokreślony
Zaimki nieokreślone (Indefinitpronomina) służą do wskazywania osób lub rzeczy, których nie można nazwać w sposób określony. Należą tu takie wyrazy jak:
- (irgend)jemand / niemand = „ktoś”/„nikt”
- (irgend)einer / keiner = „ktoś”/„nikt”
- (irgend)etwas / nichts = „coś”/„nic”
- (irgend)wer / (irgend)was = potocznie: „ktoś”/„coś”

Należą tu także grupy wyrazów, takie jak: dies und jenes (≈”to i owo”), dieser und jener itp.
Do zaimków nieokreślonych należą także wyrazy oznaczające ilość lub wielkość w sposób nieokreślony, na przykład:
- w liczbie pojedynczej: jeder = „każdy”, jeglicher = „wszelki”, mancher = „niektóry”, man (w użyciach nieosobowych, zob. niżej), wer = „kto” (w użyciach względnych, np. wer die Wahl hat, hat die Qual)
- w liczbie mnogiej: alle = „wszyscy”/„wszystkie”, (die) gesamten = „wszyscy/wszystkie (razem)”, sämtliche = „wszelcy”/„wszelkie”, keine = „żadni”/„żadne”, viele = „wiele”, wenige = „mało”, einige = „kilka”, ein paar = „parę”, etliche = „niektórzy”/„niektóre”, gewisse = „pewni”/„pewne”, manche = „niektórzy”/„niektóre”, mehrere ≈ „kilka”, verschiedene = „różni”/„różne”, die einen / die anderen = „jedni” („jedne”)/„drudzy” („drugie”), die übrigen = „pozostali”/„pozostałe”.

Do niektórych zaimków nieokreślonych możliwe jest dodanie przyrostka -erlei. Utworzone w ten sposób zaimki oznaczają indywidualną różnorodność w obrębie grupy bliżej nieokreślonej co do wielkości, np.: allerlei, keinerlei, vielerlei, mancherlei, verschiedenerlei itp. Zobacz też: liczebnik wieloraki.
Zaimek nieokreślony man nie posiada samodzielnego znaczenia i używany jest wyłącznie w zdaniach do tworzenia konstrukcji nieosobowych. Wymaga 3 osoby liczby pojedynczej czasownika, np.:
- Man hört hier Musik. = „Słucha się tutaj muzyki”.
- Das kann man nicht machen. = „Tego nie można robić”.
- Man hat mir gesagt, dass ... = „Powiedziano mi, że...”

Konstrukcja z man często zastępowana jest w języku niemieckim przez stronę bierną, np.:
- In Norwegen isst man viel Fisch – strona czynna.
- In Norwegen wird viel Fisch gegessen – strona bierna.

Oprócz użyć samodzielnych, niektóre zaimki nieokreślone mogą być używane atrybutywnie przed rzeczownikiem. Rzeczownik taki określa wówczas indywidualne cechy przedmiotu, zaś zaimek jego nieokreśloną wielkość, zasięg lub liczebność, np.: wenige Leute = „mało ludzi”, ein bisschen Zucker = „trochę cukru”, die ganze Welt = „cały świat”. Do analogicznych konstrukcji zaliczają się użycia zaimka z rzeczownikiem odprzymiotnikowym, np. etwas Schönes = „coś pięknego”, nichts Interessantes = „nic ciekawego”.
W przypadku zaimków ein bisschen, etwas, viel, wenig możliwe jest również użycie przysłówkowe: Wir wollen etwas spazieren gehen = „Chcemy trochę pospacerować”, Das hat uns viel genützt = „Bardzo się nam to przydało”. Użycie tych zaimków możliwe jest w takiej funkcji również przed przymiotnikiem, np. Das Wetter ist heute etwas besser als gestern = „Pogoda jest dziś nieco lepsza niż wczoraj”.

### Liczebnik
W języku niemieckim liczebnik (Zahlwort, Numerale) określa liczbowo wielkości i procesy. Wyróżnia się następujące rodzaje liczebników:
- liczebnik główny (Kardinalzahl, Grundzahl)
- liczebnik porządkowy (Ordinalzahl, Ordnungszahl)
- liczebnik ułamkowy (Bruchzahl)
- liczebnik wielokrotny (Wiederholungszahlwort, Interativ)
- liczebnik mnożny (Vervielfältigungszahlwort, Multiplikativ)
- liczebnik wieloraki (Gattungszahlwort)
- liczebnik podziałowy (dystrybutywny) (Verteilungszahlwort, Distributiv)
- liczebnik przysłówkowy porządkowy („wyliczający”) (Aufzählungswort)

W opisach gramatyki niemieckiej używa się określenia przysłówek liczebnikowy (Zahladverb) w odniesieniu do liczebników przysłówkowych porządkowych („wyliczających”) oraz liczebników podziałowych ze względu na ich funkcję składniową.
Znaczenie polskich liczebników zbiorowych oddawane jest w języku niemieckim za pomocą liczebników głównych, np. sześcioro dzieci = sechs Kinder.

#### Liczebnik główny
Liczebniki główne (Kardinalzahlen, Grundzahlen) używane są w języku niemieckim na oznaczenie całkowitej liczby przedmiotów lub osób oraz do liczbowego określenia danej wielkości. Jest to użycie „atrybutywne” (określające). Ponadto liczebniki główne występują w użyciu „absolutnym”, np. przy odliczaniu. Liczebnik „jeden” posiada w funkcji „absolutnej” postać eins, a w funkcji „atrybutywnej”, postać ein, eine (jak rodzajnik nieokreślony).
Zasady ortografii niemieckiej nakazują pisownię liczebników głównych małą literą (eins, zwei, drei itd.). Wyjątek stanowią rzeczowniki odliczebnikowe, w przypadku których dany liczebnik występuje jako nazwa danego obiektu, np. eine Eins stellen = „postawić jedynkę (ocenę)”, Er hat eine rote Sechs an die Wand gemalt = „Namalował na ścianie czerwoną szóstkę”. Wielką literą pisze się również liczebniki Million („milion”), Milliarde („miliard”), Billion („bilion”), Billiarde („biliard”), Trillion („trylion”) itd. oraz liczebniki hundert i tausend, użyte w liczbie mnogiej w funkcji liczebników nieokreślonych, np. Hunderte von Menschen („setki ludzi”), Tausende von Gefangenen („tysiące więźniów”). W podobnej funkcji możliwe jest tu także użycie liczby pojedynczej: das halbe Hundert (von) Menschen („pół setki ludzi”). Liczebniki główne między jeden a milion pisze się ponadto zawsze łącznie, a więc na przykład: einundzwanzig („dwadzieścia jeden”, 21), siebenundachtzigtausendfünfhundertneunzehn („osiemdziesiąt siedem tysięcy pięćset dziewiętnaście”, 87.519), ale: eine Million („milion”, 1.000.000), eine Million sechshundertsiebzigtausendacht („milion sześćset siedemdziesiąt tysięcy osiem”, 1.670.008), eine Milliarde fünf Millionen achtzigtausend („miliard pięć milionów osiemdziesiąt tysięcy”, 1.005.080.000) itp.

#### Liczebnik porządkowy
Liczebniki porządkowe (Ordinalzahlen, Ordnungszahlen) wskazują na kolejność w danym szeregu. Tworzy się je od liczebników głównych za pomocą określonej końcówki. Dla liczebników do 19 jest to końcówka -te, np. zweite („drugi”), elfte („jedenasty”), achtzehnte („osiemnasty”), zaś od 20 jest to końcówka -ste, np. zwanzigste („dwudziesty”), dreißigste („trzydziesty”). Nieregularnie tworzone są formy liczebnika „pierwszy” (erste) i trzeci (dritte). Liczebnik „ósmy” (achte) posiada końcówkę -e ze względu na asymilację z wygłosowym -t tematu liczebnika głównego „osiem” (acht). Liczebnik „tysięczny”, posiada końcówkę -ste: tausendste. W przypadku liczebników złożonych tylko ostatni człon przyjmuje postać liczebnika porządkowego: dreiundzwanzigste („dwudziesty trzeci”), tausendachthunderterste („tysiąc osiemset pierwszy”) itp.
Ze względów znaczeniowych liczebniki porządkowe występują najczęściej po rodzajniku określonym i odmieniają się według paradygmatu dla przymiotnika (zob. niżej Deklinacja liczebnika).

#### Liczebnik ułamkowy
Liczebniki ułamkowe (Bruchzahlen) tworzone są w języku niemieckim od liczebników porządkowych za pomocą przyrostka -tel (etymologicznie Teil = „część”), np. Drittel („trzecia część”), Viertel („czwarta część”). Wyrazy te używane są najczęściej z liczebnikiem głównym jako nazwy ułamków: ein Drittel („jedna trzecia”), drei Viertel („trzy czwarte”). Dla liczebników między 20 a 100 oraz 1000 przyrostek -tel poprzedzony jest dodatkowo przez -s- (por. opis liczebników porządkowych), a więc: Zwanzigstel („dwudziesta część”), Hundertstel („setna część”), Tausendstel („tysięczna część”).
Pisownia tych liczebników wielką lub małą literą zależy od ich funkcji – kiedy występują w funkcji rzeczownikowej (jako nazwa ułamka), np. ein Achtel der Summe („jedna ósma sumy”), pisane są wielką literą. Kiedy jednak użyte są atrybutywnie przed nazwą jednostki miary, pisane są małą literą: drei viertel Kilo Mehl („trzy czwarte kilograma mąki”).
Liczebniki ułamkowe Eintel („pierwsza część”) i Zweitel („druga część”) używane są rzadko, prawie wyłącznie w matematyce, np. fünf Zweitel („pięć drugich”), sieben Dreihundertundeintel („siedem trzysta pierwszych”). Liczebnik Zweitel częściej zastępowany jest liczebnikiem ułamkowym halb („pół”) lub rzeczownikiem die Hälfte („połowa”), np. ein halbes Jahr („pół roku”), die Hälfte der Wand („połowa ściany”). Użycie rzeczownika die Hälfte jest obligatoryjne, gdy mowa jest o połowie liczby danych obiektów, nie zaś o połówkach samych obiektów, np. die Hälfte der Äpfel = „połowa (liczby) jabłek”, ale: halbe Äpfel = „połówki jabłek”. Konstrukcje z rzeczownikiem die Hälfte pozwalają ponadto na rozróżnienie wyrażeń typu: zwei Hälften des Apfels (wzgl. zwei Hälften eines Apfels) = „dwie połówki (jednego, tego samego) jabłka” oraz zwei halbe Äpfel = „dwie połówki jabłka (niekoniecznie tego samego)”.
Język niemiecki dysponuje też liczebnikiem anderthalb („półtora”). Dawniej istniały także liczebniki ułamkowe tworzone od liczebników porządkowych + halb, a więc: zweithalb („półtrzecia”), dritthalb („półczwarta”) itp., współcześnie zastępowane połączeniami liczebnika głównego z -(und)einhalb, a więc odpowiednio zweieinhalb/zweiundeinhalb („dwa i pół”), dreieinhalb / dreiundeinhalb („trzy i pół”), np. zweieinhalb Jahre („dwa i pół roku”), zamiast dawnego zweithalb Jahre („półtrzecia roku”). Możliwe jest także użycie konstrukcji opisowej: zwei und ein halbes Jahr.

#### Liczebnik wielokrotny
Liczebniki wielokrotne (Wiederholungszahlwörter, Interativa) wyrażają częstotliwość wykonania danej czynności. Tworzone są od liczebników głównych z przyrostkiem -mal, np. einmal („jeden raz”, „jednokrotnie”), zweimal („dwa razy”, „dwukrotnie”) itp. Wyrazy te mogą też pełnić funkcję liczebników mnożnych przysłówkowych (zob. niżej), np. Julia ist zweimal so groß wie Anna („Julia jest dwa razy tak wysoka jak Anna”). Możliwe jest też dołączenie przyrostka -mal do liczebników ułamkowych halb i zakończonych na -halb (anderthalb, zweieinhalb), a więc halbmal („pół raza”), anderthalbmal („półtora raza”), zweieinhalbmal („dwa i pół raza”). W praktyce jednak takie połączenia pojawiają się rzadko.
Ponadto odróżnia się liczebniki wielokrotne określone (bestimmte Wiederholungszahlwörter) – których przykłady wymieniono wyżej – od liczebników wielokrotnych nieokreślonych (unbestimmte Wiederholungszahlwörter), takich jak: einigemal („kilka razy”), manchmal („czasami”), mehreremal („wiele razy”) itp.
Oprócz liczebników wielokrotnych przysłówkowych, których przykłady wymieniono wyżej, możliwe jest także utworzenie liczebników wielokrotnych przymiotnikowych poprzez dodanie przyrostka -ig do formy przysłówkowej, a więc: einmalig („jednokrotny”, także: „niepowtarzalny”, „unikatowy”), zweimalig („dwukrotny”), dreimalig („trzykrotny”), anderthalbmalig („półtorakrotny”) itp. Przykład: dreimaliges Klopfen an die Tür („trzykrotne pukanie do drzwi”).

#### Liczebnik mnożny
Liczebniki mnożne (Vervielfältigungszahlwörter, Multiplikativa) określają liczbę części danego obiektu lub liczbę egzemplarzy, w jakiej obiekt ten jest dostępny, a także stopień nasilenia danego zjawiska (przy porównaniach). Tworzy się je od liczebników głównych przez dodanie przyrostka -fach (przestarzale także -fältig), np. zweifach, dreifach itd. Przykłady: Er ist vierfach so alt wie ich albo Er ist vierfach älter als ich = „Jest czterokrotnie starszy ode mnie”, Unsere Schule hat die dreifache Schülerzahl der euren = „Nasza szkoła ma trzykrotnie większą liczbę uczniów od waszej” [dosł. ma trzykrotną liczbę uczniów waszej (szkoły)”], ein dreifaches Problem = „potrójny problem” (złożony z trzech zagadnień), Ich sehe dreifach („Widzę potrójnie”).
Dla liczby dwa możliwe jest utworzenie dwóch liczebników mnożnych – doppelt i zweifach. Liczebnika zweifach używa się zasadniczo na określenie obiektów złożonych z dwu części, zaś doppelt dla występujących w dwu egzemplarzach. Porównaj: Er hat ein zweifaches Verbrechen begangen – Raub und Mord. = „Popełnił podwójne przestępstwo – rabunek i morderstwo.”, ale: Er hat einen doppelten Mord begangen = „Popełnił podwójne morderstwo (=zabił dwie osoby, popełnił dwa morderstwa)”.
W języku niemieckim istnieje też możliwość utworzenia liczebników mnożnych od liczebników ułamkowych halb i anderthalb (odpowiednio: halbfach = „półkrotny, półkrotnie” i anderthalbfach „półtorakrotny, półtorakrotnie”).
Oprócz wymienionych wyżej przykładów liczebnika mnożnego określonego (bestimmtes Vervielfältigungszahlwort) istnieją również liczebniki mnożne nieokreślone (unbestimmte Vervielfältigungszahlwörter), np. mehrfach, vielfach, mannigfach itp.
Dawny liczebnik mnożny einfach pełni współcześnie funkcję przysłówka o znaczeniu „po prostu” (np. Es reicht, wenn du mich einfach anrufst. = „Wystarczy, że do mnie po prostu zadzwonisz.”) lub przymiotnika o znaczeniu „prosty, niezłożony, łatwy” (np. Das ist eine einfache Aufgabe für ihn. = „To dla niego łatwe zadanie.”).

#### Liczebnik wieloraki
Liczebniki wielorakie (Gattungszahlwörter) określają liczbę właściwości danego obiektu lub liczbę odmian, w jakich obiekt ten występuje. Tworzy się je od dopełniacza liczebników głównych (zob. Deklinacja liczebnika) z przyrostkiem -lei: zweierlei („dwojaki”), dreierlei („trojaki”) itd., np.: ein Kleid aus zweierlei Stoff = „suknia z dwojakiego materiału” (z dwóch rodzajów materiału), dreierlei Hemd = „trojaka koszula” (o trzech właściwościach, np. trójkolorowa). Liczebnik zweierlei użyty w funkcji orzecznikowej często oznacza także rozdzielność dwóch rzeczy, np. Wollen und Tun sind zweierlei = „Chcieć i zrobić to dwie różne rzeczy”.
Oprócz wymienionych wyżej przykładów liczebnika wielorakiego określonego (bestimmtes Gattungswort), istnieją także liczebniki wielorakie nieokreślone (unbestimmte Gattungszahlwörter), klasyfikowane też jako zaimki nieokreślone, np. mancherlei (≈„różnoraki”, „kilku rodzajów”), allerlei („wszelkich rodzajów”) itp. Zobacz też: zaimek nieokreślony.

#### Liczebnik podziałowy
Liczebniki podziałowe, inaczej zwane dystrybutywnymi (Verteilungszahlwörter, Distributiva), określają liczbowo powtarzający się równy przydział danej klasy obiektów. Tworzy się je poprzez użycie przyimka je przed liczebnikiem głównym, ułamkowym lub wielokrotnym przysłówkowym, a więc: je zwei („po dwa”), je drei („po trzy”), je halb („po połowie”), je ein Viertel („po ćwierć”), je zweimal („po dwa razy”, „po dwakroć”). Przykłady: Der Vertrag wurde in zwei gleichlautenden Exemplaren angefertigt, je ein für jede der Vertragsparteien. („Niniejsza umowa została sporządzona w dwóch jednobrzmiących egzemplarzach, po jednym dla każdej ze stron.”); Bei der Übung werden die Arme je viermal seitwärts und vorwärts gehoben. („Przy ćwiczeniu ręce unosi się po cztery razy w bok i w przód.”).

#### Liczebnik porządkowy przysłówkowy
Liczebniki porządkowe przysłówkowe, klasyfikowane w gramatyce języka niemieckiego jako „wyrazy wyliczenia” (Aufzählungswörter), używane są dla zaznaczenia kolejności kolejno wymienianych obiektów lub zagadnień. Tworzy się jej poprzez dodanie końcówki -ens do liczebników porządkowych, a więc na przykład: erstens („po pierwsze”), zweitens („po drugie”), drittens („po trzecie”), zwanzigstens („po dwudzieste”) itp.

### Przyimek
Przyimki stoją przed frazą rzeczownikową i łączą się z jednym lub dwoma przypadkami (zob. rozdział „deklinacja” poniżej).
Przyimki stojące przed rodzajnikiem określonym mają również formy skrócone:
- in dem → im
- in das → ins
- zu dem → zum
- zu der → zur
- an dem → am
- an das → ans*
- bei dem → beim
- für das → fürs*
- für den → fürn*
- um das → ums*
- durch das → durchs*
- auf das → aufs*
- auf dem → aufm*
- auf den → aufn*
- unter das → unters*
- unter dem → unterm*
- unter den → untern*
- über das → übers*
- über dem → überm*
- über den → übern*
- vor das → vors*
- vor dem → vorm*
- vor den → vorn*
- nach dem → nachm*

itp.
Uwaga: Formy oznaczone gwiazdką nie powinny być stosowane w języku formalnym z wyjątkiem utartych wyrażeń, takich jak ums Leben kommen itp.

### Spójnik
Spójniki (niem. Konjunktionen, Bindewörter) są to wyrazy lub grupy wyrazów, które łączą zdania lub części zdania w jedną całość. W zależności od tego, czy w wyniku użycia konkretnych spójników powstają zdania złożone współrzędnie czy podrzędnie, rozróżniamy:
- spójniki współrzędne (niem. koordinierende Konjunktionen, beiordende Bindewörter)
- spójniki podrzędne (niem. subordinierende Konjunktionen, unterordnende Bindewörter)

#### Spójniki współrzędne
Są to spójniki wprowadzające zdanie podrzędnie współrzędnie. Ta grupa spójników dzieli na:
- łączące (niem. kopulative, anreihende) – wprowadzają one zdanie podrzędne współrzędnie łączne. Przykładami tych spójników są: und (i,a), auch (także, również), und zwar (a mianowicie), nämlich (mianowicie), zudem, ‘überdies’ (ponadto, nadto), desgleichen, ebenfalls, gleichermaßen (również), dann, ferner (potem, dalej, następnie), endlich (wreszcie), noch (jeszcze), zuletzt (w końcu), ja, sogar, selbst (nawet);

Ich trinke meinen Tee, dann gehe ich ins Zimmer.
Wypiję moją herbatę, potem idę do pokoju.
Ich male und tanze.
Maluję i tańczę.
- ograniczające (restriktive, einschränkende): aber, allein (ale, lecz), sondern (lecz), (je)doch (przecież), dagegen, hingegen (natomiast), indes, indessen (tymczasem), trotzdem (mimo to), vielmehr (raczej);

Ich singe nicht, aber ich tanze.
Nie śpiewam, ale tańczę.
Ich esse Gurken nicht, sondern ich esse Tomaten.
Nie jem ogórków, lecz pomidory.
- wyłączające (niem. disjunktive, ausschließende): oder (albo), entweder... oder (albo... albo), weder... noch (ani... ani);

Ich lese Comics oder ich schlafe am Abend.
Czytam komiksy albo śpię wieczorem.
- uzasadniające (niem. kausale, begründende): denn (bo, albowiem), nämlich (mianowicie);

Ich gehe ins Kino, denn ich habe Zeit.
Idę do kina, ponieważ mam czas.
- wnioskujące (niem. konsekutive, folgernde): also (więc), daher (stąd, przeto), deswegen (stąd, dlatego), darum, demnach, somit, folglich (wobec tego)
- porównujące (niem. komparative, vergleichende): wie (jak), als (niż)

#### Spójniki podrzędne
Spójniki podrzędne (niem. subordinierende Konjunktionen, unterordnende Bindewörter) wprowadzają zdanie podrzędne. Dzielą się one na:
- oznajmujące (niem. aussagende): dass (że, iż)
- pytajne (niem. interrogative, fragende): ob (czy)

Er fragt, ob ich ihn besuche.
Pyta się, czy go odwiedzę.
- czasowe (niem. temporale): während (podczas gdy), solange (tak długo jak), wenn, als, wie (kiedy), sobald (skoro tylko), nachdem (gdy, kiedy), bevor, ehe (zanim)
- porównujące (niem. komparative, vergleichende): als, wie (jak), als ob, als wenn, als dass (jako że)
- sposobu (niem. modale, begleitende): indem (w ten sposób, że), ohne dass (bez polskiego odpowiednika, tłumaczony zazwyczaj jako nie + imiesłów czasu teraźniejszego lub przeszłego), anstatt dass (zamiast)
- skutkowe (niem. konsekutive, folgernde): (so) dass (tak, że), als dass (żeby, aby)
- celowe (niem. finale, zielende): (auf) dass, damit (żeby, ażeby)
- przyczynowe (niem. kausale, begründende): weil, da (ponieważ, bo), zumal (jako że), dadurch (przez to), dass (że)
- warunkowe (niem. konditionale, bedingende): wenn (jeżeli, jeśli), falls (w przypadku gdy, jeśli)
- przyzwalające (niem. konzessive, einräumende): obwohl, obgleich, obschon (pomimo że, aczkolwiek) wenngleich, trotzdem, wiewohl (aczkolwiek, mimo że, chociaż)

## Odmiana

### Deklinacja
Deklinacji w języku niemieckim podlegają:
- rzeczowniki
- przymiotniki
- niektóre liczebniki
- niektóre zaimki.

W języku niemieckim istnieją dwie liczby
- liczba pojedyncza
- liczba mnoga.

Wyróżnia się też cztery przypadki:
- mianownik (Nominativ) – analogicznie jak w języku polskim oraz w orzecznikach (analogicznie do łacińskiego nominativus duplex)
- dopełniacz (Genitiv) – używany głównie do wyrażania posiadania, a także po niektórych, nielicznych przyimkach oraz w niektórych wyrażeniach czasownikowych
- celownik (Dativ) – używany dla dopełnienia dalszego oraz z niektórymi przyimkami
- biernik (Akkusativ) – analogicznie jak w języku polskim, oraz z niektórymi przyimkami.

Znaczenie polskiego wołacza wyraża się mianownikiem, przy czym przed rzeczownikiem nie używa się wówczas rodzajnika. Pozostałe przypadki oddawane są przy pomocy odpowiednich przyimków.

#### Deklinacja rzeczownika/rodzajnika
Rzeczownik posiada w języku niemieckim ubogą fleksję, a przypadek określany jest przede wszystkim za pomocą rodzajnika.
Odmiana rodzajnika określonego:
|            | Rodzaj męski | Rodzaj nijaki | Rodzaj żeński | Liczba mnoga |
| ---------- | ------------ | ------------- | ------------- | ------------ |
| Mianownik  | der          | das           | die           | die          |
| Dopełniacz | des          | des           | der           | der          |
| Celownik   | dem          | dem           | der           | den          |
| Biernik    | den          | das           | die           | die          |

Odmiana rodzajnika nieokreślonego:
|            | Rodzaj męski | Rodzaj nijaki | Rodzaj żeński |
| ---------- | ------------ | ------------- | ------------- |
| Mianownik  | ein          | ein           | eine          |
| Dopełniacz | eines        | eines         | einer         |
| Celownik   | einem        | einem         | einer         |
| Biernik    | einen        | ein           | eine          |

Rodzajnik nieokreślony nie występuje w liczbie mnogiej.
Sam rzeczownik przyjmuje dodatkowe końcówki fleksyjne (będące reliktem dawnej odmiany) tylko w niektórych przypadkach gramatycznych, np. w celowniku liczby mnogiej do rzeczownika dołączana jest końcówka -n, z wyjątkiem rzeczowników zakończonych już w liczbie mnogiej na -(e)n lub -s, np. die Bücher: den Büchern („książki”: „książkom”), ale: die Normen: den Normen („normy”: „normom”), die Kinos: den Kinos („kina”: „kinom”). Pozostałe końcówki uzależnione są od typu deklinacji, według której odmienia się dany rzeczownik.

##### Mocna deklinacja
Według deklinacji mocnej odmienia się w języku niemieckim większość rzeczowników. Odmiana ta charakteryzuje się – oprócz przedstawionej wyżej odmiany rodzajników i końcówki -n lub -en w celowniku liczby mnogiej – także dołączaniem do rzeczownika następujących końcówek fleksyjnych:
- W dopełniaczu liczby pojedynczej rodzaju męskiego i nijakiego dołączana jest końcówka -(e)s, np. das Heft: des Heftes („zeszyt”: „zeszytu”), der Lehrer: des Lehrers („nauczyciel”: „nauczyciela”).

- Dawniej występowało tu też -e w celowniku rzeczowników rodzaju męskiego i nijakiego, obecnie zachowane tylko w pewnych wyrażeniach, np. zu Hause, zamiast zu Haus. Użycie -e w celowniku w niektórych innych wyrazach (głównie jednosylabowych), podobnie jak brak -e we wspomnianych wyrażeniach skostniałych, jest poprawne, aczkolwiek nacechowane stylistycznie.

##### Słaba deklinacja
Według słabej deklinacji odmienia się większość rzeczowników rodzaju męskiego zakończonych w mianowniku liczby pojedynczej na -e (np. der Junge = „chłopiec”), -ist (np. der Tourist = „turysta”), -ent (np. der Student = „student”) oraz niektórych innych (np. der Mensch). Rzeczowniki te mają we wszystkich przypadkach poza mianownikiem liczby pojedynczej końcówkę -en. Przykład odmiany:
|            | Liczba pojedyncza | Liczba mnoga |
| ---------- | ----------------- | ------------ |
| Mianownik  | der Junge         | die Jungen   |
| Dopełniacz | des Jungen        | der Jungen   |
| Celownik   | dem Jungen        | den Jungen   |
| Biernik    | den Jungen        | die Jungen   |

##### Mieszana deklinacja
Nieliczna grupa niemieckich rzeczowników rodzaju męskiego i nijakiego (m.in. das Herz = „serce”, der Wille = „wola”, der Funke =„iskra”) odmienia się według paradygmatu tzw. deklinacji mieszanej. W dopełniaczu liczby pojedynczej występuje tu końcówka -(e)ns, np. des Herzens, des Willens. W pozostałych przypadkach końcówki rzeczowników rodzaju męskiego pokrywają się z końcówkami dla deklinacji słabej (czyli zawsze -n: dem Willen, den Willen itp.). Rzeczownik rodzaju nijakiego das Herz ma w liczbie pojedynczej biernik równy mianownikowi, w pozostałych przypadkach (oprócz dopełniacza) przyjmuje końcówkę -en, a więc na przykład: celownik l.p. dem Herzen („sercu”), mianownik l. mn. die Herzen („serca”) itp.
Uwaga: Niektóre rzeczowniki tej grupy, posiadające rodzaj męski, mają oboczną, równoprawną formę mianownika liczby pojedynczej z końcówką -n, a więc na przykład der Funke albo der Funken, der Friede albo der Frieden (niekiedy formy te różnią się odcieniem stylistycznym). W takim wypadku odmianę tych rzeczowników można uznać za mocną, ponieważ końcówką dopełniacza liczby pojedynczej jest wówczas -s (des Funkens z -s dołączonym do formy mianownika), a w pozostałych przypadkach forma rzeczownika równa jest mianownikowi (zawsze Funken).

##### Deklinacja przymiotnikowa
Odmiana przymiotnikowa dotyczy rzeczowników utworzonych od przymiotników lub imiesłowów, np. der Kranke = (ten) chory. Rzeczowniki takie odmienia się zgodnie ze wzorcem odmiany przymiotnika.

#### Deklinacja przymiotnika
Przymiotnik stojący przed rzeczownikiem, którego nie poprzedza rodzajnik, zaimek dzierżawczy, zaimek wskazujący ani przeczenie kein, odmienia się zasadniczo według paradygmatu odmiany rodzajnika, przy czym w dopełniaczu rodzaju męskiego i nijakiego liczby pojedynczej przyjmuje od końcówkę -en:
|            | Rodzaj męski | Rodzaj nijaki | Rodzaj żeński | Liczba mnoga |
| ---------- | ------------ | ------------- | ------------- | ------------ |
| Mianownik  | kleiner      | kleines       | kleine        | kleine       |
| Dopełniacz | kleinen      | kleinen       | kleiner       | kleiner      |
| Celownik   | kleinem      | kleinem       | kleiner       | kleinen      |
| Biernik    | kleinen      | kleines       | kleine        | kleine       |

Po rodzajniku określonym i zaimku wskazującym, występuje „odmiana słaba”:
|            | Rodzaj męski | Rodzaj nijaki | Rodzaj żeński | Liczba mnoga |
| ---------- | ------------ | ------------- | ------------- | ------------ |
| Mianownik  | kleine       | kleine        | kleine        | kleinen      |
| Dopełniacz | kleinen      | kleinen       | kleinen       | kleinen      |
| Celownik   | kleinen      | kleinen       | kleinen       | kleinen      |
| Biernik    | kleinen      | kleine        | kleine        | kleinen      |

Po rodzajniku nieokreślonym występuje odmiana według następującego paradygmatu:
|            | Rodzaj męski | Rodzaj nijaki | Rodzaj żeński |
| ---------- | ------------ | ------------- | ------------- |
| Mianownik  | kleiner      | kleines       | kleine        |
| Dopełniacz | kleinen      | kleinen       | kleinen       |
| Celownik   | kleinen      | kleinen       | kleinen       |
| Biernik    | kleinen      | kleines       | kleine        |

Po zaimkach dzierżawczych oraz przeczeniu kein występuje w liczbie pojedynczej odmiana jak po rodzajniku nieokreślonym, a więc: mein gutes Buch, meinem guten Buch („moja dobra książka”: „mojej dobrej książce”, por. ein gutes Buch: einem guten Buch) itp., zaś w liczbie mnogiej jak po rodzajniku określonym, a więc: meine guten Bücher, meiner guten Bücher („moje dobre książki”: „moich dobrych książek”, por. die guten Bücher, der guten Bücher).
Odmiana po liczebnikach nieokreślonych i zbiorowych

##### Stopniowanie przymiotnika i przysłówka
Przymiotniki i przysłówki mają 3 stopnie:
- równy – forma bazowa
- wyższy – dodana końcówka -er
- najwyższy – dodana końcówka -ste

Przysłówek w stopniu najwyższym poprzedzony jest przez am i przyjmuje końcówkę -sten, np. am lautesten = „najgłośniej”.
Niektóre przymiotniki i przysłówki mają nieregularne stopniowanie, np. gut (dobry / dobrze): besser (lepszy / lepiej): beste / am besten (najlepszy / najlepiej). Dodatkowo w stopniu równym i wyższym jednosylabowych przymiotników i przysłówków zachodzi przegłos samogłoski tematycznej (tam, gdzie to możliwe), np. alt – älter – älteste. Wyjątki od tej reguły są nieliczne (np. laut – lauter – lauteste). W przypadku przymiotników i przysłówków wielosylabowych przegłos nie następuje, z wyjątkiem gesund – gesünder – gesündeste (obok rzadziej używanego stopniowania bez przegłosu: gesund – gesunder – gesundeste).
Przymiotniki i przysłówki stopniowane nieregularnie:
| Równy | Wyższy | Najwyższy   |
| ----- | ------ | ----------- |
| gern  | lieber | am liebsten |
| gut   | besser | beste       |
| hoch  | höher  | höchste     |
| nah   | näher  | nächste     |
| viel  | mehr   | meiste      |

Ze względów znaczeniowych przymiotniki w stopniu najwyższym stojące przed rzeczownikiem najczęściej poprzedzone są rodzajnikiem określonym lub zaimkiem dzierżawczym (rzadziej zaimkiem liczebnym alle =„wszyscy / wszystkie”). Może to dotyczyć także funkcji orzecznikowej, np. Dieses Buch ist das beste = „Ta książka jest najlepsza”, Dieser Tisch ist der billigste = „Ten stół jest najtańszy”. Konstrukcja z „am” jest również możliwa Dieses Buch ist am besten, Dieser Tisch ist am billigsten. Niekiedy może się to także wiązać ze zmianą znaczenia wypowiedzi, np.: Ich bin der beste in Mathe. = „Jestem najlepszy z matematyki (ze wszystkich uczniów).”, ale: Ich bin am besten in Mathe. = „Jestem najlepszy z matematyki (ze wszystkich przedmiotów)”.
Przymiotniki w stopniu wyższym i najwyższym odmieniają się według przedstawionych wyżej paradygmatów odmiany dla przymiotnika w stopniu równym, a więc np. mein bestes Buch („moja najlepsza książka”), die ältesten Schüler („najstarsi uczniowie”), ein schnellerer Spieler („szybszy gracz”) itp.

#### Deklinacjazaimka

##### Deklinacja zaimków osobowych
Zaimki osobowe właściwe (ich, du, er, sie, es, wir, ihr, sie) odmieniają się w języku niemieckim przez przypadki według następującego paradygmatu:
| Mianownik | Dopełniacz | Celownik | Biernik |
| --------- | ---------- | -------- | ------- |
| ich       | meiner     | mir      | mich    |
| du        | deiner     | dir      | dich    |
| er        | seiner     | ihm      | ihn     |
| sie       | ihrer      | ihr      | sie     |
| es        | seiner     | ihm      | es      |
| wir       | unser      | uns      | uns     |
| ihr       | eurer      | euch     | euch    |
| sie       | ihrer      | ihnen    | sie     |

Zaimki osobowe w dopełniaczu są używane rzadko i prawie wyłącznie w wypadku, gdy dopełniacza wymaga w zdaniu rekcja czasownika, np.: Erbarme dich meiner!; Da steht ein Telefon. Bediene dich seiner!. Styl takich wypowiedzi jest najczęściej przestarzały lub poetycki. Formy dopełniacza zaimka osobowego należy odróżnić od zaimków dzierżawczych.

##### Deklinacja zaimków dzierżawczych
Zaimki dzierżawcze oraz kein odmieniają się przez przypadki i rodzaje według następującego paradygmatu (podano przykłady dla mein):
|            | Rodzaj męski | Rodzaj nijaki | Rodzaj żeński | Liczba mnoga |
| ---------- | ------------ | ------------- | ------------- | ------------ |
| Mianownik  | mein         | mein          | meine         | meine        |
| Dopełniacz | meines       | meines        | meiner        | meiner       |
| Celownik   | meinem       | meinem        | meiner        | meinen       |
| Biernik    | meinen       | mein          | meine         | meine        |

Rodzajem i przypadkiem zaimka dzierżawczego rządzi określany przez niego rzeczownik, a więc mein Tisch („mój stół” – rzeczownik rodzaju męskiego w mianowniku rządzi takimiż formami zaimka); meines Tisches („mojego stołu” – rzeczownik rodzaju męskiego w dopełniaczu i odpowiednie formy zaimka); deinen Büchern („twoim książkom” – rzeczownik w celowniku liczby mnogiej i takaż forma zaimka). Zaimek zachowuje takie formy także w funkcji orzecznikowej: Der Tisch ist meiner („Stół jest mój”), Die Tasche ist meine („Torba jest moja”). W takich wypadkach jednak przynależność wyraża się częściej konstrukcjami z zaimkiem osobowym, np. Der Tisch / Die Tasche gehört mir. („Stół / torba należy do mnie.”).
Wypadanie nieakcentowanego -e- w formach zaimków dzierżawczych

#### Deklinacjaliczebnika
W języku niemieckim jedynie niektóre liczebniki odmieniają się przez przypadki i rodzaje.
- Liczebnik główny posiada w języku standardowym jedynie szczątkową odmianę, stanowiącą relikt dawnych form gramatycznych. Liczebnik „jeden” przyjmuje formy równe formom rodzajników nieokreślonych i odmienia się według ich paradygmatu przez przypadki i rodzaje, a więc np.: ein Hund, eines Hundes, einem Hund, einen Hund („jeden pies”, „jednego psa”, „jednemu psu”, „jednego psa”), eine Frau, einer Frau, einer Frau, eine Frau („jedna kobieta”, „jednej kobiety”, „jednej kobiecie”, „jedną kobietę”) itp. Liczebnik „jeden” odmienny jest także przez rodzaje w funkcji orzecznikowej: Das Heft ist nur eines. („Zeszyt jest tylko jeden”), ale Der Hund ist nur einer. Odmiana liczebnika „jeden” przez rodzaje i przypadki występuje również w przypadku, gdy liczebnik ten nie poprzedza rzeczownika, ale go zastępuje: Es kann nur einen geben („Może być tylko jeden”). W takim wypadku liczebnik przyjmuje zawsze końcówkę rodzajnika określonego (nie występuje forma ein), a więc: Wo sind meine Hefte? Ach, eines sehe ich schon. („Gdzie są moje zeszyty? Ach, jeden już widzę.”).

Liczebniki główne większe od jedności posiadają współcześnie w języku standardowym jedynie formy dopełniacza, tworzone za pomocą końcówki -er, a więc np.: zweier Herzen („dwóch serc”), dreier Frauen („trzech kobiet”) itp. W niektórych dialektach zachowały się też dawne formy celownika z końcówką -en, np. zu zweien („we dwóch / we dwoje”), zu dreien („we trzech / we troje”) itd. W języku standardowym konstrukcje te zastępowane są odpowiednio przez zu zweit, zu dritt itd. (formy tworzone od liczebnika porządkowego). Istnieją ponadto formy dialektalne mianownika i biernika z końcówką -e, współcześnie przetrwały one jednak już niemal wyłącznie w formach rzeczowników odliczebnikowych, np. die Neune = „dziewiątka” (w języku standardowym die Neun).
- Liczebniki przymiotnikowe porządkowe, wielokrotne i mnożne odmieniają się przez liczby i rodzaje według paradygmatu dla przymiotnika, np. der erste Renner („pierwszy biegach”), ein dreimaliges Klopfen („trzykrotne pukanie”), die dreifache Zahl („trzykrotna liczba”, „trzykrotność”) itp.
- Liczebniki ułamkowe z końcówką -tel są zasadniczo nieodmienne. Liczebnik halb odmienia się według paradygmatu dla przymiotnika zwei halbe Äpfel („dwie połówki jabłka”). Liczebnik anderthalb jest nieodmienny i używany z rzeczownikiem w liczbie mnogiej: anderthalb Jahre („półtora roku”). Nieodmienne są również przestarzałe liczebniki zweithalb („półtrzecia” = „dwa i pół”), dritthalb („półczwarta” = „trzy i pół”) oraz zastępujące je współcześnie konstrukcje: zweieinhalb/zweiundeinhalb, dreieinhalb, dreiundeinhalb itp.
- Pozostałe liczebniki (przysłówkowe porządkowe, przysłówkowe wielokrotne, przysłówkowe mnożne, wielorakie i podziałowe) są nieodmienne.

### Koniugacja
Czasownik w języku niemieckim odmienia się przez czasy, osoby, liczby, tryby, a czasowniki przechodnie także przez strony.

#### Osoby
Tak jak w większości języków indoeuropejskich są 3 osoby.
Jako form grzecznościowych używa się 3 osoby liczby mnogiej z zaimkiem Sie, który ma wielorakie znaczenie w języku polskim, m.in. Pan, Pani, Państwo.
- Liczba pojedyncza (Singular)

1. os. używana z zaimkiem osobowym ich („ja”)
2. os. używana z zaimkiem osobowym du („ty”)
3. os. używana z zaimkami osobowymi er („on”), sie („ona”), es („ono”, „to”)
- Liczba mnoga (Plural)

1. os. używana z zaimkiem osobowym wir („my”)
2. os. używana z zaimkiem osobowym ihr („wy”)
3. os. używana z zaimkiem osobowym sie („oni”, „one”) lub Sie („Pan”, „Pani”, „Panowie”, „Panie”, „Państwo”)
Dokładniejsze znaczenie zaimków osobowych (a co za tym idzie – zakresy użycia poszczególnych osób gramatycznych, których używa się z tymi zaimkami) omówiono wyżej w rozdziale Zaimek osobowy.

#### Czasy
System czasów gramatycznych niemal w całości pokrywa się z językiem łacińskim.
W języku niemieckim istnieje sześć czasów:
- Präsens: czas teraźniejszy. Odpowiada polskiemu czasowi teraźniejszemu i łacińskiemu Praesens, może również wyrażać przyszłość (analogicznie do polskiego „Jutro idę do kina”).
- Perfekt: czas przeszły. Formalnie odpowiada łacińskiemu Perfectum, oraz angielskiemu present perfect, może jednak wyrażać przeszłość we wszystkich aspektach (dokonaną, niedokonaną itp.). Jest to najczęściej używana forma czasu przeszłego w języku niemieckim. W odróżnieniu od sytuacji panującej w łacinie jest to czas złożony, jednak używa się tutaj dwóch czasowników posiłkowych (inaczej niż w angielskim, a podobnie jak we francuskim): haben („mieć”) albo sein („być”), w zależności od użytego czasownika głównego.
- Präteritum (Imperfekt): czas przeszły prosty, formalnie odpowiadający angielskiemu czasowi past simple, podobnie jednak jak Perfekt może wyrażać przeszłość we wszystkich aspektach. Czas ten stosuje się rzadziej niż Perfekt, częściej w literaturze oraz w przypadku niektórych czasowników (m.in. czasowników modalnych, haben, sein i kilku innych).
- Plusquamperfekt: czas zaprzeszły, używany częściej niż w polszczyźnie, choć pełniący analogiczną funkcję. Tworzony podobnie do Perfektu, przy czym czasowniki posiłkowe występują w czasie Imperfekt. Oznacza czynność przeszłą występującą przed inną czynnością przeszłą.
- Futur I: czas przyszły, tworzony za pomocą czasownika posiłkowego werden (‘stawać się’) oraz bezokolicznika czasownika. Do wyrażenia przyszłości jest jednak częściej wybierany Präsens.
- Futur II: Analogiczny do łac. Futurum secundum i ang. Future perfect. Jest używany sporadycznie, częściej w języku oficjalnym, urzędowym. Wyraża pogląd mówiącego, że jakieś zjawisko już nastąpiło lub nastąpi (istnieje taka możliwość).

##### Czas teraźniejszy
Czas teraźniejszy (Präsens) tworzy się z nielicznymi wyjątkami regularnie z końcówkami -e -st -t, -en -t -en. Według tego paradygmatu odmienia się większość czasowników niemieckich, przy czym czasowniki o temacie zakończonym na -t, -d lub grupę spółgłoskową z końcowym -m, -n przyjmują dodatkowo -e- przed końcówką fleksyjną (z wyjątkiem -en). Pierwsza i trzecia osoba liczby mnogiej ma zawsze z wyjątkiem sein (być) formę równą bezokolicznikowi.
W wypadku niektórych czasowników w drugiej i trzeciej osobie liczby pojedynczej czasu teraźniejszego może występować przegłos, czyli oboczność samogłoski tematycznej. Najczęstsze rodzaje przegłosów to wymiana a w ä oraz e w i(e). Jedynie czasownik stoßen i pochodne (np. verstoßen) posiadają wymianę o w ö. Czasownik gebären tradycyjnie odmieniany jest z przegłosem ä w ie, coraz częściej jednak przyjmuje paradygmat odmiany bez przegłosu. Ponieważ nie sposób przewidzieć, które czasownika otrzymują przegłos, a które nie, trzeba się tego nauczyć na pamięć.
Różne paradygmaty odmiany ilustruje poniższa tabelka:
| machen („robić”) temat: mach-                                   | ich mache  | du machst                | er macht               | wir machen  | ihr macht   | sie machen  |
| reiten („jechać konno”) temat: reit-                            | ich reite  | du reitest               | er reitet              | wir reiten  | ihr reitet  | sie reiten  |
| baden („kąpać”) temat: bad-                                     | ich bade   | du badest                | er badet               | wir baden   | ihr badet   | sie baden   |
| atmen („oddychać”) temat: atm-                                  | ich atme   | du atmest                | er atmet               | wir atmen   | ihr atmet   | sie atmen   |
| rechnen („liczyć”) temat: rechn-                                | ich rechne | du rechnest              | er rechnet             | wir rechnen | ihr rechnet | sie rechnen |
| fahren („jechać”) temat: fahr-, z przegłosem na fähr-           | ich fahre  | du fährst                | er fährt               | wir fahren  | ihr fahrt   | sie fahren  |
| sehen („widzieć”) temat: seh-, z przedłosem na sieh-            | ich sehe   | du siehst                | er sieht               | wir sehen   | ihr seht    | sie sehen   |
| werfen („rzucać”) temat: werf-, z przegłosem na wirf-           | ich werfe  | du wirfst                | er wirft               | wir werfen  | ihr werft   | sie werfen  |
| gebären („rodzić”) temat: gebär-, trad. z przegłosem na gebier- | ich gebäre | du gebierst (du gebärst) | er gebiert (er gebärt) | wir gebären | ihr gebärt  | sie gebären |
| stoßen („miotać”, „ciskać”) temat: stoß-, z przegłosem na stöß- | ich stoße  | du stößt                 | er stößt               | wir stoßen  | ihr stoßt   | sie stoßen  |

Uwagi:
- Czasowniki o temacie zakończonym na -s, -ss, -ß, -z lub -tz (np. weisen, hassen, heißen, tanzen, kratzen itp.) tworzą drugą osobę liczby pojedynczej czasu teraźniejszego za pomocą końcówki -t, a nie -st, a więc: du weist, du hasst, du heißt, du tanzt, du kratzt itp. (formy osoby drugiej i trzeciej liczby pojedynczej są zatem równe). Formy zakończone na -est (du weisest, du hassest itp.) są przestarzałe lub poetyckie (stanowią relikt dawnej odmiany) i użycie ich w zwykłych kontekstach komunikatywnych jest uchybieniem stylistycznym.

- Nieliczne czasowniki zakończone w bezokoliczniku na -eln (np. handeln, wandeln) mają w czasie teraźniejszym dwie równoprawne formy pierwszej osoby liczby pojedynczej, z zachowanym -e- tematycznym lub bez niego, np. ich handele lub ich handle, przy czym preferowane są formy bez -e-. Pozostałe formy osobowe tworzone są regularnie, a więc du handelst, er handelt, wir handeln, ihr handelt, sie handeln.

Najważniejsze czasowniki o nieregularnym czasie teraźniejszym to sein, haben i werden używane też jako czasowniki posiłkowe.
| haben ("mieć")        | ich habe  | du hast  | er hat  | wir haben  | ihr habt   | sie haben  |
| sein ("być")          | ich bin   | du bist  | er ist  | wir sind   | ihr seid   | sie sind   |
| werden („stawać się”) | ich werde | du wirst | er wird | wir werden | ihr werdet | sie werden |

Nieregularną odmianę w czasie teraźniejszym mają też czasowniki modalne.

##### Czas przeszły prosty
Czasowniki pod względem odmiany w czasie Imperfekt (Präteritum) dzielą się na dwie grupy:
- czasowniki słabe, o odmianie regularnej
- czasowniki mocne, o odmianie nieregularnej

Czasowniki słabe do tematu mają doklejony przyrostek -te oraz końcówkę zależnie od osoby: brak, -st, brak, -n, -t, -n. Do czasowników o temacie zakończonym na -t, -d lub grupę spółgłoskową zakończoną na -m, -n dodaje się samogłoskę -e- przed przyrostkiem -te. Główną różnicą w porównaniu do odmiany czasu teraźniejszego są równe formy pierwszej i trzeciej osoby liczby pojedynczej.
Przykłady:
| machen („robić”) temat: mach- | retten („ratować”) temat: rett- | baden („kąpać”) temat: bad- | rechnen („liczyć”) temat: rechn- | atmen („oddychać”) temat: atm- |
| ich machte                    | ich rettete                     | ich badete                  | ich rechnete                     | ich atmete                     |
| du machtest                   | du rettetest                    | du badetest                 | du rechnetest                    | du atmetest                    |
| er machte                     | er rettete                      | er badete                   | er rechnete                      | er atmete                      |
| wir machten                   | wir retteten                    | wir badeten                 | wir rechneten                    | wir atmeten                    |
| ihr machtet                   | ihr rettetet                    | ihr badetet                 | ihr rechnetet                    | ihr atmetet                    |
| sie machten                   | sie retteten                    | sie badeten                 | sie rechneten                    | sie atmeten                    |

Czasowniki mocne tworzą czas przeszły przez wymianę samogłoski w temacie, oraz takie same końcówki, przy czym nie dostawia się -e- (niekiedy jest ono już jednak w nieregularnej formie czasu przeszłego).
Przykłady:
| fahren („jechać”) | werden („stawać się”) |
| ich fuhr          | ich wurde             |
| du fuhrst         | du wurdest            |
| er fuhr           | er wurde              |
| wir fuhren        | wir wurden            |
| ihr fuhrt         | ihr wurdet            |
| sie fuhren        | sie wurden            |

##### Czasy przeszłe złożone
Perfekt
Czas przeszły złożony Perfekt (zarówno czasowników mocnych, jak i słabych) tworzy się za pomocą formy teraźniejszej haben, lub sein, oraz przesuniętego na koniec zdania imiesłowu biernego czasownika głównego. O użyciu wyborze czasownika posiłkowego haben lub sein decyduje czasownik główny oraz jego znaczenie, przy czym czasowniki wyrażające ruch lub zmianę stanu najczęściej wymagają sein.
Przykłady:
- Ich bin gefahren = „Jechałem” lub „Pojechałem”
- Ich habe gelesen = „Czytałem” lub „Przeczytałem”

Plusquamperfekt
Czas zaprzeszły Plusquamperfekt tworzony jest analogicznie do Perfekt, przy czym czasownika posiłkowego haben lub sein używa się w formie Präteritum, np.:
- Ich war gefahren = „Jechałem był” lub „Pojechałem był”
- Ich hatte gelesen = „Czytałem był” lub „Przeczytałem był”

Czasu zaprzeszłego używa się w języku niemieckim znacznie częściej niż w polskim, zwłaszcza w konstrukcjach z następstwem czasów po spójnikach nachdem, bevor itp., przy czym czynność przeszła bliższa teraźniejszości wyrażana jest wówczas czasem Präteritum.
Przykład: Nachdem ich mir den Film angeschaut hatte, ging ich nach Hause. = „Po tym, jak obejrzałem (był) film, poszedłem do domu”.

##### Czasy przyszłe
Czasy przyszłe Futur I i Futur II tworzone są z czasownikiem posiłkowym werden w formie czasu teraźniejszego oraz odpowiednio: bezokolicznikiem i bezokolicznikiem czasu przeszłego, a więc:
- Futur I: Ich werde machen. Ich werde fahren. itp.
- Futur II: Ich werde gemacht haben. Ich werde gefahren sein. itp.

Czasów przyszłych używa się w języku niemieckim rzadziej niż w polskim, do wyrażania przyszłości służy bowiem często czas teraźniejszy. Niemniej Futur I stosowany bywa często dla wzmocnienia wypowiedzi, wyrażenia przekonania, iż dana czynność na pewno nastąpi.
Czas Futur II („czas zaprzyszły”) jest najrzadziej stosowanym czasem w języku niemieckim. Jego podstawową funkcją jest wyrażanie przyszłości dokonanej, a więc czynności, która będzie zakończona przed określoną chwilą w przyszłości, np. Ich werde das Buch gelesen haben, bevor du morgen kommst. = „Przeczytam tę książkę, zanim jutro przyjdziesz.”. Niemniej częściej czasu tego używa się do wyrażenia czynności przeszłej, co do której nie ma stuprocentowej pewności, że nastąpiła (chociaż jest to prawdopodobne), np. Er wird schon zurückgekommen sein. = „Zapewne już wrócił”.

## Strony
- W języku niemieckim występują trzy strony – czynna, bierna i zwrotna.

### Strona czynna
Strona czynna, podobnie jak w innych językach, wyraża czynność wykonywaną przez podmiot zdania na innym obiekcie lub osobie. Może też wyrażać stan, w jakim znajduje się podmiot. Jest to podstawowa (nienacechowana) strona czasownika.

### Strona bierna
Strona bierna wyraża czynność wykonywaną na podmiocie zdania. Tworzy się ją za pomocą czasownika posiłkowego werden i imiesłowu biernym czasownika głównego. Na przykład: Das Buch wird von mir gelesen = „Książka jest czytana przeze mnie”.
Istnieje też tzw. Zustandpassiv tworzony przy pomocy czasownika sein. Np.: Das Fenster wird geöffnet = Okno jest otwierane, ale Das Fenster ist geöffnet = Okno jest otwarte.
Dodatkowo strona bierna może w języku niemieckim wyrażać czynność wykonaną przed podmiot nieokreślony lub nieznany, np. Schon lange her wurde vergessen, wer Stonehenge gebaut hat = „Dawno już zapomniano (dosł. zostało zapomniane), kto zbudował Stonehenge.”, Es wird verboten, hier zu rauchen ≈ „Zabrania się tu palić”. Analogiczne konstrukcje mogą też wyrażać rozkaz lub zalecenie, np. Kinder, jetzt wird es geschlafen ≈ „Dzieci, pora spać!” (zob. niżej „tryb rozkazujący”).
Czasownik werden użyty w funkcji czasownika posiłkowego w stronie biernej nie wymaga przedrostka ge- w czasach przeszłych złożonych. Np.: Das Buch ist gelesen worden. = „Książka została przeczytana”, ale: Er ist Arzt geworden. = „On został lekarzem.” (werden w funkcji czasownika głównego).

### Strona zwrotna
Strona zwrotna wyraża czynność wykonywaną przez podmiot na sobie samym. Tworzy się ją za pomocą odmiennego przez osoby zaimka zwrotnego sich, np. Ich wasche mich (=„Myję się”). Za stronę zwrotną można też uznać wyrażenia, w których podmiot wykonuje czynność dla siebie samego. Przy czasowniku używa się wtedy zaimka osobowego w celowniku, np. Ich lese mir das Buch. (=„Czytam sobie książkę”). W trzeciej osobie stosuje się wówczas zaimek zwrotny sich, np. Er kauft sich einen Mantel (=„On kupuje sobie płaszcz.”).
Konstrukcja strony zwrotnej może też być użyta w znaczeniu strony medialnej, np. Zum Frühstück empfiehlt sich der Verzehr von Rohkost (=„Na śniadanie zaleca się spożywanie surowych jarzyn.”), Das Buch liest sich gut. (=„Książka czyta się dobrze”).

#### Tryby
W języku niemieckim występują trzy tryby: oznajmujący, rozkazujący i łączący.

##### Tryb łączący
Gramatyka języka niemieckiego zna dwie formy trybu łączącego (Konjunktiv): określane jako Konjunktiv I oraz Konjunktiv II. Ogólnie mówiąc Konjunktiv w języku niemieckim używany jest w znaczeniu polskiego trybu przypuszczającego oraz dodatkowo w związku z dystansowaniem się do czyjejś wypowiedzi (mowa zależna) i wyrażaniem próśb, życzeń i poleceń.

###### Konjunktiv I
Wśród form Konjunktiv I wyróżnia się:
- Konjunktiv Präsens (tryb łączący czasu teraźniejszego)
- Konjunktiv Perfekt (tryb łączący czasu przeszłego złożonego)
- Konjunktiv I Futur I (tryb łączący czasu przyszłego)
- Konjunktiv I Futur II (tryb łączący czasu zaprzyszłego)

Morfologia
Formy Konjunktivu I są budowane od odpowiedniej formy bezokolicznika – tak Infinitiv (np. machen), jak i Infinitiv Perfect (gemacht haben), Infinitiv Futur I (machen werden) oraz Infinitiv Futur II (gemacht haben werden).
Czasowniki odmieniane w trybie Konjunktiv przyjmują następujące końcówki osobowe (dodawane do tematu czasownika):
|       | L. poj. | L. mn. |
| 1 os. | -e      | -en    |
| 2 os. | -est    | -et    |
| 3 os. | -e      | -en    |

W trybie Konjunktiv nie następują przegłosy ani inne nieregularności, a więc na przykład w Konjunktiv Präsens: ich dürfe, du sprechest, er habe. Wyjątkowo czasownik sein odmienia się w Konjunktiv Präsens według wzoru: ich sei, du seist, er sei, wir seien, ihr seiet, sie seien.
Należy przy tym zauważyć, że formy Konjunktiv Futur budowane są z czasownikiem werden w Konjunktiv Präsens i odpowiednim bezokolicznikiem, a formy Konjunktiv Perfekt tworzone są z czasownikiem sein lub haben w Konjunktiv Präsens oraz imiesłowem czasu przeszłego. Ilustruje to poniższa tabelka.
|               | Präsens | Perfekt        | Futur I       | Futur II              |
| ------------- | ------- | -------------- | ------------- | --------------------- |
| Bezokolicznik | gehen   | gegangen sein  | gehen werden  | gegangen sein werden  |
| ich           | gehe    | sei gegangen   | werde gehen   | werde gegangen sein   |
| du            | gehest  | seist gegangen | werdest gehen | werdest gegangen sein |
| er/sie/es     | gehe    | sei gegangen   | werde gehen   | werde gegangen sein   |
| wir           | gehen   | seien gegangen | werden gehen  | werden gegangen sein  |
| ihr           | gehet   | seiet gegangen | werdet gehen  | werdet gegangen sein  |
| sie           | gehen   | seien gegangen | werden gehen  | werden gegangen sein  |

Użycie
Konjunktiv I jest używany – przede wszystkim w stylu oficjalnym – przy podawaniu czyjejś wypowiedzi. W tym zastosowaniu, określanym jako mowa zależna, podkreśla się niejako, że chodzi o relację czyichś słów bez zajmowania wobec nich stanowiska. W analogiczny sposób mogą być budowane zdania przytaczające wypowiedź, pośrednio odnoszące się do pytania czy życzenia.
Mein Bekannter sagt, er habe geheiratet. (=„Mój znajomy mówi, że się ożenił.”)
Zum Zweck der Entschließung, ob zu handeln sei, hat er die Notwendigkeit genau zu prüfen. (=„W celu powzięcia decyzji, czy działać, powinien dokładnie zbadać konieczność”) – przykład pytania zależnego
Der Gläubiger stellt beim Gerichtsvollzieher den Antrag, dass die Zwangsvollstreckung betrieben werde. (=„Wierzyciel składa wniosek do komornika, żeby ten dokonał egzekucji długu”) – przykład życzenia w formie zależnej.
Najczęstsze zastosowanie mowy zależnej to z natury rzeczy relacja słów w trzeciej osobie.
Przy przekształcaniu zdań w mowie niezależnej na mowę zależną wybór rodzaju Konjunktivu I (Präsens, Perfekt, Futur I lub Futur II) zależy od czasu użytego przez autora wypowiedzi, według następujący reguł:
- jeśli zdanie wypowiedziano w czasie Präsens, w mowie zależnej wystąpi ono w Konjunktiv Präsens,
- jeśli zdanie wypowiedziano w czasie Imperfekt lub Perfekt, wystąpi ono w Konjunktiv Perfekt
- jeśli zdanie wypowiedziano w czasie Futur I lub Futur II, wystąpi ono odpowiednio w Konjuktiv I Futur I lub Konjunktiv I Futur II
- jeśli zdanie wypowiedziano w czasie Plusquamperfekt, wystąpi ono w Konjunktiv Plusquamperfekt.

Użyty czas gramatyczny w zdaniu głównym nie ma natomiast wpływu na formę zdania pobocznego. Inne użycia Konjunktivu I obejmują wyrażanie życzeń lub rozkazów. Omówiono je szczegółowo w rozdziale Tryb rozkazujący.
Ilustrują to poniższe przykłady:
1. Tom sagt: „Ich gehe heute ins Kino”. (=„Tom mówi: „Idę dziś do kina”. Jest to bezpośrednie przytoczenie słów Toma.)
Tom sagt, dass er heute ins Kino gehe. (=„Tom mówi, że idzie dzisiaj do kina.” Jest to mowa zależna, zdanie poboczne występuje w formie Konjunktiv Präsens, ponieważ wypowiedź Toma również była w czasie teraźniejszym (Präsens).
2. Tom sagte gestern: „Ich gehe ins Kino”. (Tom powiedział wczoraj: „Idę do kina”. Jest to bezpośrednie przytoczenie słów Toma.)
Tom sagte gestern, dass er ins Kino gehe. (=„Tom powiedział wczoraj, że idzie do kina.” Jest to znowu mowa zależna, zdanie poboczne występuje w formie Konjunktiv Präsens, ponieważ wypowiedź Toma również była w czasie teraźniejszym (Präsens).
3. Tom erzählt: „Wir waren gestern im Schwimmbad”. (=„Tom opowiada: Byliśmy wczoraj na pływalni.” Bezpośrednio przytoczone słowa Toma.)
Tom erzählt, dass sie gestern im Schwimmbad gewesen seien. (=„Tom opowiada, że byli wczoraj na pływalni.”) Ponieważ w wypowiedzi Toma wystąpił czas Imperfekt, użyto formy przeszłej Konjunktivu I (Konjunktiv Perfekt).
4. Tom berichtete: „Daniel wird gleich in die Schule gehen”. (=„Tom opowiadał: Daniel zaraz pójdzie do szkoły.” Bezpośrednio przytoczone słowa Toma.)
Tom berichtete, dass Daniel gleich in die Schule gehen werde. (=„Tom opowiadał, że Daniel zaraz pójdzie do szkoły.” Ponieważ Tom użył czasu Futur, w mowie zależnej użyto formy przyszłej (Konjunktiv I Futur I).

Przedstawione powyżej zasady stosowania mowy zależnej mają charakter książkowy. W mowie potocznej z reguły używa się odpowiednich form trybu oznajmującego. Tak więc powyższe „klasyczne” zasady oddawania mowy zależnej w formie Konjunktivu mają zastosowanie głównie w przypadku sporządzania sformalizowanych sprawozdań czy protokołów, dla zaznaczenia obiektywności zdającego relację, a także gdy przytaczający czyjeś słowa ma pewne wątpliwości, co do wiarygodności.
W języku obiegowym dla zdystansowania się od czyjejś wypowiedzi znacznie częściej stosuje się Konjunktiv II (zob. w rozdziale o Konjunktiv II) lub specjalnej formy würde + bezokolicznik (tzw. formy Konditional I, która gramatycznie rzecz biorąc jest formą Konjunktiv II Futur I), a więc na przykład:
- Tom sagt: „Ich bin krank” (Tom mówi: „Jestem chory” – bezpośrednie przytoczenie słów Toma.) → Tom sagt, dass er krank wäre. (=Tom mówi, że jest chory. lub Tom utrzymuje, jakoby był chory.) – zdystansowanie się od wypowiedzi lub niedowierzanie.

- Tom sagt: „Ich gehe ins Kino” (Tom mówi: „Idę do kina” – bezpośrednie przytoczenie słów Toma.) → Tom sagt, dass er ins Kino gehen würde.

W praktyce formy Konjunktiv II stosowane są w języku potocznym w takich wypadkach jedynie w wypadku kilku czasowników, m.in. haben, sein oraz modalnych. W pozostałych wypadkach dla oddania znaczenia Konjunktiv I w mowie zależnej preferowany jest Konditional I.
Dodatkowo w przekładach z języka angielskiego w niemieckiej telewizji i literaturze popularnej spotyka się niekiedy formy Konditional I w miejsce angielskiego Future in the Past oraz Konditional II (würde + bezokolicznik czasu przeszłego, formalnie Konjunktiv II Futur II) w miejsce Future in the Past Perfekt, np.:
He said, he would have done it by Friday. → Er sagte, er würde das bis Freitag gemacht haben. (=„Powiedział, że zrobi to do piątku.”)
I was in a hurry. Soon, I would be driving home to meet my fiancee. → Ich hatte es eilig. Bald würde ich nach Hause fahren, um mich mit meiner Verlobten zu treffen. (=„Spieszyłem się. Wkrótce miałem jechać do domu, żeby spotkać się z narzeczoną.”)

###### Zbieżność form trybu łączącego i oznajmującego
W niektórych przypadkach formy trybu łączącego zbieżne są z formami trybu oznajmującego. Ze zbieżnością form trybu oznajmującego i Konjunktivu I mamy zawsze (z wyjątkiem czasownika sein) do czynienia w 1 i 3 osobie liczby mnogiej oraz z nielicznymi wyjątkami (czasowniki modalne i kilka innych) w pierwszej osobie liczby pojedynczej. Formy te zbieżne są z formami Indikativ Präsens oraz – w przypadku Konjunktiv Perfekt z czasownikiem posiłkowym haben oraz obu Konjunktiv Futur – odpowiednio z formami Indikativ Perfekt i Indikativ Futur.
Zbieżność form Konjunktiv II występuje natomiast zawsze w Konjunktiv Imperfekt w 1 i 3 osobie liczby mnogiej w wypadku czasowników, w których nie zachodzi przegłos samogłoski tematycznej. Formy te zbieżne są z formami Indikativ Imperfekt.
Dla uniknięcia błędów w interpretacji przekazu formy Konjunktiv I zastępowane są w takich wypadkach w zdaniu formami Konjunktiv II. Jeśli forma Konjunktiv II okaże się zbieżna z formą trybu oznajmującego, można użyć odpowiedniej formy Konditional I (z würde).
Zastępowanie zbieżnych form odbywa się według następującego wzoru:
- Konjunktiv Präsens → Konjunktiv Imperfekt → Konditional I
- Konjunktiv Perfekt → Konjunktiv Plusquamperfekt
- Konjunktiv I Futur I → Konjunktiv II Futur I (Konditional I; Futur Präteritum I)
- Konjunktiv I Futur II → Konjunktiv II Futur II (Konditional II; Futur Präteritum II)
- Konjunktiv Imperfekt → Konditional I

Przykłady:
- Wenn wir nicht gleich nach der Arbeit nach Hause gingen, hätten wir mehr Zeit für einander. („Gdybyśmy nie chodzili do domu zaraz po pracy, mielibyśmy dla siebie więcej czasu.”) – Forma Konjunktiv Imperfekt czasownika gehen („iść”) pokrywa się tutaj z formą Indikativ Imperfekt (gingen), częściej stosowany jest więc w tym wypadku Konditional I: Wenn wir nicht gleich nach der Arbeit nach Hause gehen würden, hätten wir mehr Zeit für einander.

- Tom und Anna berichten, sie kämen aus Frankfurt. („Tom i Anna opowiadają, jakoby pochodzili z Frankfurtu.”). Reguły tworzenia mowy zależnej nakazują zastosowanie Konjunktiv Präsens, a więc: Tom und Anna berichten, sie kommen aus Frankfurt. Forma ta pokrywa się jednak z formą Indikativ Präsens – dla wyrażenia znaczenia mowy zależnej (zdystansowania się od wypowiedzi), należy więc w tym wypadku użyć Konjunktiv Imperfekt.

- Tom berichtet, dass sie in die Schule gehen würden. (=„Tom opowiada, że chodzą do szkoły”). Ze względu na Präsens w wypowiedzi Toma, w mowie zależnej należy użyć Konjunktiv Präsens. W związku ze zbieżnością formy Konjunktiv Präsens i formy trybu oznajmującego (Indikativ) (sie gehen) chcąc dać wyraz temu, że relacjonuje się słowa Toma, należy użyć innej formy. Forma Konjunktivu II (sie gingen) jest jednak również zbieżna z fomą trybu oznajmującego (czasu Imperfekt). W takim wypadku można sięgnąć po formę würde + czasownik (Konditional I).

itp.
W praktyce, jak wspomniano wyżej, formy Konditional są w znakomitej większości przypadków stosowane częściej niż formy Konjunktiv, nawet gdy odpowiednie formy Konjunktiv nie pokrywają się z formami Indikativ.

##### Tryb rozkazujący
Gramatyka niemiecka wyróżnia dwie właściwe formy trybu rozkazującego (Imperativ). Są to formy drugiej osoby liczby pojedynczej i mnogiej. Istnieją też formy zastępcze trybu rozkazującego, gdzie używa się formy trybu Konjunktiv Präsens (Konjunktiv I) w znaczeniu rozkazu, nakazu, prośby, życzenia.
Właściwe formy trybu Imperativ
Właściwy tryb rozkazujący (Imperativ) jest w języku niemieckim budowany następująco:
- w trybie rozkazującym dla drugiej osoby liczby pojedynczej forma trybu rozkazującego powstaje przez odrzucenie zaimka osobowego i końcówki -st od formy trybu oznajmującego oraz dodanie (w języku potocznym często opuszczanej) końcówki -e. Tak więc du gehst przechodzi w geh(e)!, du arbeitest w arbeite!, du machst w mach(e)!. Dla czasowników o koniugacji mocnej z przegłosem a w ä w drugiej osobie liczby pojedynczej w trybie oznajmującym, w trybie rozkazującym przegłos nie następuje: du schläfst, ale schlaf(e)!, du läufst, ale: lauf(e)!. Przegłos nie następuje także w formach trybu rozkazującego czasownika stoßen (jedynego z przegłosem o w ö): du stößt, ale: stoß(e)!.

Uwagi:
Końcówka -e jest fakultatywna w większości czasowników, przy czym formy bez końcówki są odczuwane jako bardziej potoczne, formy z -e preferowane są natomiast w stylu podniosłym lub książkowym. Jedynie dla czasowników, których rdzeń kończy się na -t lub -d uznaje się formę z końcówką -e jako stylistycznie preferowaną także w języku potocznym (warte!, rede!, finde! zamiast wart!, red! czy find!). Z drugiej strony istnieje też grupa czasowników, który formy bezkońcówkowe są na tyle utarte, że stosowane są również w stylu podniosłym i książkowym, np. komm zamiast komme. Czasowniki zakończone na -ieren (np. produzieren, amüsieren), z końcówką bezokolicznika -n zamiast -en (np. erinnern, wandern, verwandeln) oraz z tematem kończącym się na grupę spółgłoskową zakończoną -n lub -m (np. rechnen, atmen) tworzą ze względów fonetycznych formy trybu rozkazującego tylko z końcówką -e. Dodatkowo czasowniki zakończone w bezokoliczniku -eln mają oboczne formy trybu rozkazującego dla drugiej osoby liczby pojedynczej (z zachowanym lub utraconym -e- tematycznym, przy czym preferowane są formy bez -e-, por. odmiana w czasie teraźniejszym). Przykłady: produziere!, amüsiere!, erinnere!, wandere!, verwandle! (lub verwandele!), rechne!, atme!. Wyjątkowo czasowniki sein i tun mają formę Imperativu odpowiednio tylko bez końcówki (sei!) oraz z końcówką fakultatywną (tu! albo tue!).
Czasowniki o koniugacji mocnej z przegłosem w drugiej osobie liczby pojedynczej e/ä → i/ie (werfen: du wirfst; sehen: du siehst; gebären: du gebierst itp.) w Imperativie zachowują przegłos i występują tylko w formie bez końcówki -e: wirf!, sieh!, gebier!. Wyjątek stanowi czasownik werden, który w trybie rozkazującym ma formę werde!. Dodatkowo czasownik sehen posiada oboczną formę siehe (z końcówką -e mimo przegłosu), stosowaną w piśmie w wyrażeniach typu siehe unten (=„zobacz niżej”) oraz – obok regularnej formy Imperativu sieh! – jako wykrzyknienie. Podobnie ponieważ czasownik gebären bywa często koniugowany według paradygmatu odmiany słabej, posiada on też formę trybu rozkazującego gebär(e)!.
- W drugiej osobie liczby mnogiej formę trybu rozkazującego buduje się przez odrzucenie zaimka osobowego (-t pozostaje). Tak więc z ihr schaut powstaje schaut!.

Zastępcze konstrukcje gramatyczne i składniowe
Zastępcze formy dla trzeciej osoby liczby pojedynczej to gramatycznie rzecz biorąc forma trybu Konjunktiv Präsens, np. man nehme. W codziennym użyciu najczęściej występuje jednak forma opisowa z czasownikiem lassen, np. Lass (lub Lasst) ihn das machen! (= „Niech on to zrobi”) lub z czasownikiem modalnym sollen, np. Er soll das machen. Znacznie częściej używa się form liczby mnogiej, zwłaszcza w 3. osobie w znaczeniu grzecznościowego zwrotu (np. Setzen Sie sich bitte!). Formy trybu rozkazującego osoby pierwszej i grzecznościowej trzeciej liczby mnogiej stosowane są w szyku przestawnym (Gehen wir!, Seien Sie vorsichtig!). W języku potocznym możliwa jest też konstrukcja opisowa z lassen, np. Lass uns gehen! (lub Lasst uns gehen!), Lass sie gehen! (lub Lasst sie gehen!) (= „Chodźmy!”, „Niech idą!”), nie stosuje się jej jednak w znaczeniu formy grzecznościowej. Formy Konjunktiv Präsens z rzeczownikami w 3 osobie liczby pojedynczej i mnogiej (często ze słówkiem es na początku zdania lub w szyku przestawnym) są nacechowane stylistycznie (styl podniosły lub archaiczny), np. Es lebe die Freiheit! (= „Niech żyje wolność!”), Dein Reich komme, dein Wille geschehe (= „Niech przyjdzie Twoje królestwo, niech się dzieje Twoja wola” czy w ustalonym polskim tłumaczeniu „Przyjdź królestwo Twoje, bądź wola Twoja”), Helfe euch Gott! (= „Niech Bóg wam dopomoże!”), Es werde Licht! (= „Niech się stanie światłość!”) itp.
Sporadycznie w tekstach literackich spotyka się w funkcji zastępczej do trybu rozkazującego również Konjunktiv Präsens lub Konjunktiv Futur także w pozostałych osobach, jednak ze względu na częstą zbieżność jego form z trybem oznajmującym wymaga to szerszego kontekstu. Na przykład: Sollte dir etwas Böses unter meinem Schutz widerfahren, so erblicke ich das Tageslicht nie wieder. (=„Gdyby przydarzyło ci się coś złego pod moją opieką, niechaj nigdy więcej nie ujrzę światła dnia.” – jako składana przysięga). Analogiczne konstrukcje mogą wystąpić we wszystkich pozostałych osobach i liczbach, mają one zawsze jednak znaczenie bardziej życzenia czy zaklęcia, niż rozkazu skierowanego bezpośrednio do podmiotu: Solltest du versagen, so werdest du im Turme schmachten. (= „Gdybyś zawiódł, niechaj sczeźniesz w wieży.”) Styl takich konstrukcji jest jednak mocno archaiczny.
Rzadkie wyrażenia o znaczeniu rozkazu lub życzenia dla pierwszej osoby liczby pojedynczej oddaje się z czasownikiem modalnym sollen lub konstrukcją z czasownikiem lassen, np. Ich soll sterben, wenn ich es nicht schaffe! (=„Niech zginę, jeśli mi się nie uda!”), Lass mich sehen. (= „Niech zobaczę”).
Idąc dalej można wyróżnić inne formy odpowiadające znaczeniu trybu rozkazującego, np. Konditionalis I, lub Konjunktiv Imperfekt, np. Würdest du endlich mal aufstehen?! (= „Wstałbyś wreszcie!”), Das nächste mal wärest du vielleicht netter zu deiner Oma! (= „Następnym razem może byłbyś jednak milszy dla swojej babci!”) oraz z czasownikiem modalnym, np. Du sollst sofort deine Zähne putzen! (=„Masz natychmiast umyć zęby”). W tekstach literackich w stylu podniosłym lub archaicznym spotykana jest też konstrukcja z czasownikiem modalnym mögen w Konjunktiv I, wyrażająca życzenie, np. Möge eure Liebe alles Böse besiegen! (= „Oby wasza miłość zwyciężyła wszelkie zło”). Konstrukcja ta możliwa jest we wszystkich osobach liczby pojedynczej i mnogiej, tak w szyku przestawnym, jak i prostym: Mögest du bald König werden! (=„Obyś wkrótce został królem!”), Die Götter mögen dir Gnade erweisen! (=„Oby bogowie okazali ci łaskę!”). Innym sposobem wyrażenia nakazu, choć nie odbieranym jako uprzejmy, jest użycie bezokolicznika lub odpowiedniego rzeczownika: Aufstehen! (= „Wstawać”), Ruhe! (= „Spokój!”), a także wyrażenia przyimkowego lub przysłówka: Aus dem Weg! (= „Z drogi!”), Schnell! (= „Szybko!”). Podobnie jak w polskim perswazja czy nakaz może być wyrażona w formie zdania oznajmującego np. Um zehn Uhr gehst du schlafen! (= „O godzinie dziesiątej idziesz spać.”). W języku polskim nie mają natomiast bezpośredniego odpowiednika konstrukcje w stronie biernej (Jetzt wird es geschlafen! ≈ „Pora spać!”) oraz użycie przedrostka czasownika rozdzielnie złożonego (Herein! od Hereintreten! (≈ „Proszę (wejść)! – porównaj Naprzód!).
Użycie wykrzyknika jest w interpunkcji niemieckiej szersze niż w polskiej. Wykrzyknikiem kończone są wszystkie zdania czy równoważniki mające formę polecenia lub zalecenia.

#### Aspekt
Istnieje wiele przesłanek co do tego, ze wyrażanie aspektu jest w języku niemieckim w trakcie gramatykalizacji. W pracach E. Leiss mamy do czynienia z teorią, że tzw. Fuktionsverbgefüge (FVG – konstrukcje nominalne, w których czasownik utracił większość cech semantycznych), np. zur Aufführung bringen (przyimek – rzeczownik – czasownik) = „zrealizować (przedstawienie)” stanowią perfektywną opozycję do czasowników prostych (np. aufführen).
W pracach z ostatnich lat obecna jest teza, iż język niemiecki posiada w wysokim stopniu zgramatykalizowaną formę (ale dalej nie standaryzowaną) tzw. am-Progressiv (porównywalnego z angielską progressive form: ang. He is on working = niem. Er ist am Arbeiten). Składa się ona z czasownika sein (= „być”) w formie osobowej, formalnej prepozycji (trwa dyskusja, w jakim stopniu jest to prepozycja, a w jakim stopniu marker gramatyczny identyczny z tym, który występuje przy stopniowaniu przymiotnika w stopniu najwyższym, np. am schönsten) oraz ze znominalizowanego czasownika (z cechami werbalnymi), np. Sie war am Lesen, als ich kam (= „Ona czytała, kiedy przyszłam”). Cała konstrukcja wyraża akcję w procesie lub rozwoju. Nieznane są do dziś dokładne restrykcje syntaktyczne (tzn. z jakimi czasownikami dokładnie można ją tworzyć) tej konstrukcji, wiadomo jednak, że jest ona możliwa z większością czasowników duratywnych. Można więc powiedzieć, że w dużej mierze konstrukcja ta może być przyporządkowana aspektualności imperfektywnej (niedokonanej). Występowanie konstrukcji am-Progressiv stwierdzone zostało prawie we wszystkich czasach języka niemieckiego z wyjątkiem Futur Präteritum II (Konjunktiv II Futur II). Formy trybu rozkazującego (*Sei am Lesen!) oraz strona bierna (*Die Zeitung ist am Gelesen-Werden) są wykluczone i nie spotykane w żadnych korpusach.
Podsumowując, można powiedzieć, że konstrukcja am-Progressiv (jedna z kilku konstrukcji pomocnych w oddaniu znaczeń aspektualnych w języku niemieckim) nie jest zarezerwowana dla języka potocznego i mówionego, lecz występuje także w języku prasy oraz literaturze.
Inne konstrukcje gramatyczne, które również posiadają znaczenia aspektualne to: dabei sein etwas zu tun, im + bezokolicznik + sein, in etwas begriffen sein oraz beim + bezokolicznik.
W tradycji gramatyki kontrastywnej czasowniki dokonane tłumaczy się w czasie przeszłym za pomocą Perfektu, natomiast niedokonane za pomocą Präteritum (co nie jest do końca uzasadnione – obie te konstrukcje mogą bowiem wyrażać zarówno aspekt dokonany, jak i niedokonany). Zupełnie nie brane są natomiast pod uwagę powyżej krótko opisane konstrukcje. Można jednak powiedzieć, że sie war am Lesen stanowi opozycję do sie hat gelesen.

## Składnia

### Szyk zdania
Język niemiecki pozwala na tworzenie zdań o bardzo zróżnicowanej budowie. W najprostszych zdaniach obowiązuje szyk SVO (jak w większości języków europejskich), ale ogólne zasady w zdaniach oznajmujących mówią tylko, że koniugowana część czasownika zajmuje drugie miejsce (tak zwany szyk V2), niekoniugowana część – ostatnie, a podmiot jest obok koniugowanej części orzeczenia (na pierwszej lub trzeciej pozycji).
Przykładowo:
1) Ich lade dich ein.
Klasyczne zdanie proste, w którym mamy do czynienia z rozdzielnie złożonym czasownikiem „einladen”. Jak w regule: szyk to SVO (podmiot, orzeczenie, dopełnienie), ale niekoniugowana część (a więc „ein”) przesuwa się na koniec zdania.
2) Ich würde dich einladen.
Tym razem orzeczenie jest dwuczasownikowe („einladen würden”). Znów na koniec zdania przenosimy część niekoniugowaną: „einladen”. Pozostała część trzyma się szyku SVO.
3) Gestern trank er Bier.
Na pierwszym miejscu tym razem stoi okolicznik („gestern”). Koniugowana część czasownika (a więc cały czasownik: „trank”) zajmuje drugie miejsce, a podmiot zajmuje trzecie miejsce. Szyk SVO przestaje obowiązywać.
4) Vor 3 Tagen bin ich nach Berlin gefahren.
Zdanie przypomina schemat ze zdania 3. Pojawiają się jednak 2 okoliczniki („vor 3 Tagen” i „nach Berlin”). Znów koniugowana część czasownika „gefahren sein” („bin”) umieszczana jest na drugim miejscu w zdaniu: tym razem po okoliczniku „vor 3 Tagen”. Część nieodmienna pozostaje na końcu.
Wyjątki:
a) zdania pytające zaczynają się od czasownika (Trank er gestern Bier? Wird er mit uns gehen?);
b) zdanie podrzędne liczy się jako okolicznik, więc jeżeli są przed zdaniem nadrzędnym, orzeczenie zdania nadrzędnego znajduje się bezpośrednio po nich (Als sie hinausging, bemerkte sie sofort die glühende Hitze);
c) spójniki w szyku przestawnym (patrz niżej) zachowują się jak okolicznik. Zdania będą więc miały schemat zdań 4, 5 (patrz wyżej) (Ich bin krank, deshalb bleibe ich zu Hause).
Istnieje też alternatywna interpretacja, zgodnie z którą w języku niemieckim obowiązuje szyk SOV, przy czym koniugowana część czasownika zajmuje w zdaniu drugie miejsce z wyjątkiem większości zdań podrzędnych.

#### Zdania złożone
Są trzy rodzaje szyku używane w zdaniach składowych:
- szyk prosty
- szyk przestawny
- szyk zdania podrzędnego

Różne rodzaje spójników wymagają różnych szyków, jednak klasy spójników dla każdego z szyków są dość dobrze określone, i nie powinno sprawić większej trudności określenie, do której grupy należy nowo poznany spójnik.

##### Szyk prosty
Takiego samego szyku jak w zdaniach prostych używa się po „spójnikach współrzędnych” takich jak:
- aber (ale)
- denn (ponieważ)
- doch (jednak)
- oder (albo)
- sondern (ale, lecz, tylko)
- und (i, a)

Np.: Ich trinke Bier und du trinkst Wein.

##### Szyk przestawny
Tzw. „spójniki wtórne” zachowują się gramatycznie jak przysłówki, i są częścią zdania składowego zajmując w nim pierwszą pozycję. Drugą musi więc zająć czasownik, a dopiero na trzecim miejscu znajduje się podmiot.
Należą do nich:
- dann (potem, wówczas)
- danach (następnie, potem)
- deshalb, deswegen (dlatego)
- sonst (w przeciwnym razie)
- später (później)
- trotzdem (pomimo to)
- zuerst (najpierw)

Np.: Ich habe Durst, deshalb trinke ich Bier.

##### Szyk zdania poboczny (końcowy)
„Spójniki zdania podrzędnego” wymuszają przesunięcie całego orzeczenia na koniec zdania.
Należą do nich między innymi:
- als (gdy)
- da (ponieważ)
- dass (że)
- ob (czy)
- obwohl (chociaż)
- weil (ponieważ)
- wenn (gdy)
- damit (aby)
- während (podczas gdy)
- indem (podczas gdy)
- seitdem (od kiedy)
- nachdem (po tym, jak)

Np.: Ich trinke Bier, weil ich Durst habe.
Reguła ta zachowana jest również wtedy, gdy w zdaniu występują dwa czasowniki (np. główny i posiłkowy albo główny i modalny w czasie prostym). Np. Er sagt, dass ich ihm helfen muss. (=Mówi, że muszę mu pomóc.)
Jeśli jednak czasownik modalny występuje w czasie złożonym, czasownik posiłkowy stoi bezpośrednio przed czasownikiem głównym. Np. Er sagt, dass ich ihm werde helfen müssen (Mówi, że będę musiał mu pomóc). Er sagt, dass ich ihm hätte helfen sollen (Mówi, że powinienem był mu pomóc). Konstrukcje takie są jednak w języku niemieckim dość rzadkie.

### Wyrażenia przyimkowe i rekcja
Przypadek gramatyczny rzeczownika w wyrażeniu przyimkowym zależy przede wszystkim od przyimka:
- Przyimki wymagające rzeczownika w dopełniaczu: wegen, während, angesichts, trotz, statt

- Przyimki wymagające rzeczownika w celowniku: zu, nach, bei, mit, aus, seit, von

- Przyimki wymagające rzeczownika w bierniku: um, für, gegen, durch, ohne

- Przyimki wymagające rzeczownika w celowniku lub biernku: auf, an, unter, über, hinter, vor, in, neben, zwischen

W wypadku przyimków ostatniej grupy dla rozstrzygnięcia w jakim przypadku wystąpi w zdaniu rzeczownik istotna jest opozycja funkcji okolicznikowej wyrażenia:
- wyrażenie jest okolicznikiem lokatywnym miejsca, odpowiadającym na pytanie „gdzie?” – rzeczownik użyty jest w celowniku
- wyrażenie jest okolicznikiem allatywnym miejsca, odpowiadającym na pytanie „dokąd?” – rzeczownik użyty jest w bierniku.

Na przykład: Ich lege das Buch auf den Tisch. („Kładę książkę na stół”). Wyrażenie przyimkowe odpowiada tu na pytanie „dokąd” (jest okolicznikiem allatywnym miejsca), więc w zdaniu użyto biernika. Ale: Das Buch liegt auf dem Tisch. („Książka leży na stole”). Wyrażenie przyimkowe odpowiada tu na pytanie „gdzie” (jest okolicznikiem lokatywnym miejsca), więc w zdaniu użyto celownika.
Przyimek über może również wchodzić w skład wyrażenia przyimkowego, będącego okolicznikiem perlatywnym miejsca (odpowiadającym na pytanie: „którędy?”) i wymaga wówczas użycia rzeczownika w bierniku. Np.: Ich gehe über die Straße. („Przechodzę przez ulicę”).
Uwaga: w języku polskim pytanie gdzie używane bywa tak w znaczeniu statycznym, jak i dynamicznym. Zadaje się więc pytanie (gdzie jesteś?) oraz bardzo często używa się również pytania (gdzie idziesz? = dokąd idziesz?). W niemieckim wo (gdzie) jest używane wyłącznie w znaczeniu statycznym; wohin (dokąd) i woher (skąd) mają natomiast znaczenie tylko dynamiczne (analogicznie do polszczyzny). Jest to podobne do rosyjskiego где, куда, откуда. Właściwe zrozumienie tej różnicy ułatwia obcokrajowcom poprawną klasyfikację danego okolicznika miejsca jako allatywnego lub lokatywnego i co za tym idzie – wybór właściwego przypadka.
Jest to istotne również ze względu na fakt, że niewielka grupa czasowników może występować w dwu różnych znaczeniach, z których każde konotuje inny okolicznik miejsca, a więc wymaga przyimka z innym przypadkiem. Np. Er hängt das Bild an die Wand (=„On wiesza obraz na ścianie” – użyto biernika, ponieważ wyrażenie przyimkowe jest okolicznikiem allatywnym miejsca), ale: Das Bild hängt an der Wand. (=„Obraz wisi na ścianie” – użyto celownika, ponieważ wyrażenie przyimkowe jest okolicznikiem lokatywnym miejsca). O przypadku rzeczownika nie rozstrzyga więc sam czasownik, ale rodzaj okolicznika miejsca.
W wypadku pozostałych rodzajów okoliczników o przypadku rzeczownika w wyrażeniu przyimkowym decyduje często rekcja (składnia rządu). Np.: Ich warte auf meinen Bruder (=„Czekam na mojego brata”). Wystąpił tu biernik, ponieważ warten auf (=„czekać na”) to wypadek rekcji i akurat ten czasownik rządzi w tym wypadku biernikiem.
W wypadku rekcji nie sposób przewidzieć przypadka, którym rządzi dany czasownik, i trzeba się tego uczyć na pamięć. Jeśli jednak dany przyimek łączy się w języku niemieckim tylko z jednym przypadkiem (należy do trzech pierwszych grup wymienionych wyżej), to rzeczownik wystąpi właśnie w tym przypadku. Dlatego przypadek rzeczownika w wyrażeniach Ich schreibe mit dem Kuli (=Piszę długopisem), Ich bitte um das Buch (=Proszę o książkę) jest łatwy do przewidzenia – odnośne przyimki mogą się łączyć tylko z jednym przypadkiem.
Podobnie jak w języku polskim składnia rządu może też występować bez użycia przyimka. Przykład: Ich bediene mich des Telefons (=Posługuję się telefonem). W języku niemieckim czasownik sich bedienen wymaga użycia dopełniacza. Tego typu bezprzyimkowe konstrukcje są w języku niemieckim rzadsze niż w polskim ze względu na mniejszą liczbę przypadków gramatycznych.